# Liste der Star-Wars-Romane und -Anthologien
Dieser Artikel gibt einen Überblick über die Romane und Anthologien mit Geschichten, die im fiktiven Star-Wars-Universum handeln. Schöpfer von Star Wars ist der Drehbuchautor, Produzent und Regisseur George Lucas. Die Bücher erschienen auf Englisch in über 250 Bänden. Ein großer Teil davon wurde auch auf Deutsch veröffentlicht. Sie gehören zum Subgenre Film-Tie-ins.
Unter dem Begriff Erweitertes Universum (engl. Expanded Universe) werden im Star-Wars-Kontext alle lizenzierten Star-Wars-Materialien außerhalb der Kinofilme gefasst. Das erweiterte Universum beinhaltet Bücher, Comic-Hefte, Spiele und andere Medien, die die Geschichten, die in den Filmen erzählt werden, erweitern. Die Erweiterung des Star-Wars-Universums begann im Jahr 1978. Mit der Übernahme der Star-Wars-Marke durch Disney im Jahr 2012 änderte sich das Expanded Universe grundlegend. Ende April 2014 gab Disney bekannt, dass das ehemalige erweiterte Universum nicht mehr zum offiziellen Kanon gehöre und unabhängig unter dem Sammelnamen Legends fortbestehe, während die meisten Neuveröffentlichungen Teil des neuen Kanon sein werden. Aus diesem Grund ist dieser Artikel in die Romane und Anthologien des offiziellen Kanon und des als Legends betitelten ehemaligen erweiterten Universums aufgeteilt.

## Kanon – Titelübersicht

### Einordnung in dasStar-Wars-Universum
Die hier aufgelisteten Geschichten handeln innerhalb des offiziellen Star-Wars-Kanon. Zum Star-Wars-Kanon gehören die Kinofilme, die Serien Star Wars: The Clone Wars und Star Wars Rebels sowie alle (mit wenigen Ausnahmen) ab dem 25. April 2014 erschienene und neu veröffentlichte, weitere Star-Wars-Medien. Star-Wars-Neuerscheinungen werden in Kooperation mit der sogenannten Lucasfilm Story Group erarbeitet, um die Kontinuität zwischen den einzelnen Werken zu wahren.
Zur besseren Einordnung der hier aufgelisteten Werke sind nachfolgend die Handlungsräume der Filme und Serien des Star-Wars-Universums dargestellt.
| Die dunkle Bedrohung |                   |                   |                   |                   |                   |                   |               | I             |               |               |               |               |                          |                          |                          |                          |                          |                          |                          |                         |                         |                         |                         |                         |                         |                         |                         |                   |                   |                   |                         |                         |                         |                         |
| Angriff der Klonkrieger |                   |                   |                   |                   |                   |                   |               |               |               | II            |               |               |                          |                          |                          |                          |                          |                          |                          |                         |                         |                         |                         |                         |                         |                         |                         |                   |                   |                   |                         |                         |                         |                         |
| Die Rache der Sith |                   |                   |                   |                   |                   |                   |               |               |               |               |               | III           |                          |                          |                          |                          |                          |                          |                          |                         |                         |                         |                         |                         |                         |                         |                         |                   |                   |                   |                         |                         |                         |                         |
| Krieg der Sterne |                   |                   |                   |                   |                   |                   |               |               |               |               |               |               |                          |                          |                          |                          |                          |                          |                          |                         |                         | IV                      | IV                      |                         |                         |                         |                         |                   |                   |                   |                         |                         |                         |                         |
| Das Imperium schlägt zurück |                   |                   |                   |                   |                   |                   |               |               |               |               |               |               |                          |                          |                          |                          |                          |                          |                          |                         |                         |                         |                         |                         | V                       |                         |                         |                   |                   |                   |                         |                         |                         |                         |
| Die Rückkehr der Jedi-Ritter |                   |                   |                   |                   |                   |                   |               |               |               |               |               |               |                          |                          |                          |                          |                          |                          |                          |                         |                         |                         |                         |                         |                         | VI                      |                         |                   |                   |                   |                         |                         |                         |                         |
| Das Erwachen der Macht |                   |                   |                   |                   |                   |                   |               |               |               |               |               |               |                          |                          |                          |                          |                          |                          |                          |                         |                         |                         |                         |                         |                         |                         |                         |                   |                   |                   |                         | VII                     |                         |                         |
| Die letzten Jedi |                   |                   |                   |                   |                   |                   |               |               |               |               |               |               |                          |                          |                          |                          |                          |                          |                          |                         |                         |                         |                         |                         |                         |                         |                         |                   |                   |                   |                         |                         | VIII                    |                         |
| Der Aufstieg Skywalkers |                   |                   |                   |                   |                   |                   |               |               |               |               |               |               |                          |                          |                          |                          |                          |                          |                          |                         |                         |                         |                         |                         |                         |                         |                         |                   |                   |                   |                         |                         |                         | IX                      |
| Rogue One |                   |                   |                   |                   |                   |                   |               |               |               |               |               |               |                          |                          | a)                       |                          |                          |                          |                          |                         | R1                      |                         |                         |                         |                         |                         |                         |                   |                   |                   |                         |                         |                         |                         |
| Solo |                   |                   |                   |                   |                   |                   |               |               |               |               |               |               |                          |                          | a)                       |                          | S                        |                          |                          |                         |                         |                         |                         |                         |                         |                         |                         |                   |                   |                   |                         |                         |                         |                         |
| Die Abenteuer der jungen Jedi | YJA               |                   |                   |                   |                   |                   |               |               |               |               |               |               |                          |                          |                          |                          |                          |                          |                          |                         |                         |                         |                         |                         |                         |                         |                         |                   |                   |                   |                         |                         |                         |                         |
| The Clone Wars (+ Kinofilm) |                   |                   |                   |                   |                   |                   |               |               |               | TCW           | TCW           | TCW           |                          |                          |                          |                          |                          |                          |                          |                         |                         |                         |                         |                         |                         |                         |                         |                   |                   |                   |                         |                         |                         |                         |
| The Bad Batch |                   |                   |                   |                   |                   |                   |               |               |               |               |               | TBB           | TBB                      |                          |                          |                          |                          |                          |                          |                         |                         |                         |                         |                         |                         |                         |                         |                   |                   |                   |                         |                         |                         |                         |
| Rebels |                   |                   |                   |                   |                   |                   |               |               |               |               |               |               |                          |                          |                          |                          |                          |                          |                          | Rebels                  | Rebels                  |                         |                         |                         |                         |                         | b)                      |                   |                   |                   |                         |                         |                         |                         |
| Resistance |                   |                   |                   |                   |                   |                   |               |               |               |               |               |               |                          |                          |                          |                          |                          |                          |                          |                         |                         |                         |                         |                         |                         |                         |                         |                   |                   |                   | Resistance              | Resistance              | Resistance              | Resistance              |
| The Acolyte |                   |                   | c)                |                   | TA                |                   |               |               |               |               |               |               |                          |                          |                          |                          |                          |                          |                          |                         |                         |                         |                         |                         |                         |                         |                         |                   |                   |                   |                         |                         |                         |                         |
| Obi-Wan-Kenobi |                   |                   |                   |                   |                   |                   |               |               |               |               |               |               |                          |                          |                          |                          |                          | K                        |                          |                         |                         |                         |                         |                         |                         |                         |                         |                   |                   |                   |                         |                         |                         |                         |
| Andor |                   |                   |                   |                   |                   |                   |               |               |               |               |               |               |                          |                          |                          |                          |                          |                          |                          | Andor                   | Andor                   |                         |                         |                         |                         |                         |                         |                   |                   |                   |                         |                         |                         |                         |
| The Mandalorian |                   |                   |                   |                   |                   |                   |               |               |               |               |               |               |                          |                          |                          |                          |                          |                          |                          |                         |                         |                         |                         |                         |                         |                         |                         |                   | M                 |                   |                         |                         |                         |                         |
| Das Buch von Boba Fett |                   |                   |                   |                   |                   |                   |               |               |               |               |               |               |                          |                          |                          |                          |                          |                          |                          |                         |                         |                         |                         |                         |                         | c)                      | c)                      |                   | BF                |                   |                         |                         |                         |                         |
| Ahsoka |                   |                   |                   |                   |                   |                   |               |               |               |               |               |               |                          |                          |                          |                          |                          |                          |                          |                         |                         |                         |                         |                         |                         |                         |                         |                   | A                 |                   |                         |                         |                         |                         |
| Skeleton Crew |                   |                   |                   |                   |                   |                   |               |               |               |               |               |               |                          |                          |                          |                          |                          |                          |                          |                         |                         |                         |                         |                         |                         |                         |                         |                   | SC                |                   |                         |                         |                         |                         |
| Ära | Die Hohe Republik | Die Hohe Republik | Die Hohe Republik | Die Hohe Republik | Die Hohe Republik | Die Hohe Republik | Fall der Jedi | Fall der Jedi | Fall der Jedi | Fall der Jedi | Fall der Jedi | Fall der Jedi | Herrschaft des Imperiums | Herrschaft des Imperiums | Herrschaft des Imperiums | Herrschaft des Imperiums | Herrschaft des Imperiums | Herrschaft des Imperiums | Herrschaft des Imperiums | Zeitalter der Rebellion | Zeitalter der Rebellion | Zeitalter der Rebellion | Zeitalter der Rebellion | Zeitalter der Rebellion | Zeitalter der Rebellion | Zeitalter der Rebellion | Zeitalter der Rebellion | Die Neue Republik | Die Neue Republik | Die Neue Republik | Aufstieg der 1. Ordnung | Aufstieg der 1. Ordnung | Aufstieg der 1. Ordnung | Aufstieg der 1. Ordnung |
| _ Prequel-Trilogie (Episoden I–III) _ Original-Trilogie (Episoden IV–VI) _ Sequel-Trilogie (Episoden VII–IX) _ A-Star-Wars-Story-Filme _ (kanonische) Animations-Serien _ (kanonische) Real-Serien |                   |                   |                   |                   |                   |                   |               |               |               |               |               |               |                          |                          |                          |                          |                          |                          |                          |                         |                         |                         |                         |                         |                         |                         |                         |                   |                   |                   |                         |                         |                         |                         |
| Die Folgen der Serien Die Mächte des Schicksals und Geschichten der Jedi spielen jeweils zu unterschiedlichen Zeitpunkten, sodass eine Auflistung in der Tabelle nicht sinnvoll möglich ist. Ebenfalls nicht aufgelistet sind Miniserien, Kurzgeschichten, Comics, Bücher und andere Begleitwerke des offiziellen Star-Wars-Kanons sowie der Themenpark Star Wars: Galaxy’s Edge (zwischen VIII und IX). Zur schematischen Einordnung der Handlungen wird die fiktive Zeitrechnung des Star-Wars-Universums verwendet. Diese unterscheidet zwischen den Jahren vor der Schlacht von Yavin (VSY) und nach der Schlacht von Yavin (NSY). Die Schlacht von Yavin IV bildet das Ende von Krieg der Sterne (1977), bei dem Luke Skywalker und die Rebellenallianz den ersten Todesstern zerstören. |                   |                   |                   |                   |                   |                   |               |               |               |               |               |               |                          |                          |                          |                          |                          |                          |                          |                         |                         |                         |                         |                         |                         |                         |                         |                   |                   |                   |                         |                         |                         |                         |
| a) Prolog, b) Epilog, c) Rückblenden |                   |                   |                   |                   |                   |                   |               |               |               |               |               |               |                          |                          |                          |                          |                          |                          |                          |                         |                         |                         |                         |                         |                         |                         |                         |                   |                   |                   |                         |                         |                         |                         |

### Titelübersicht
Nicht aufgelistet sind Kurzgeschichten, Comics und Kinderbücher.
Bedeutung der Einträge in der Spalte Zeitraum:
Zur Einordnung der Geschichten wird die fiktive Zeitrechnung des Star-Wars-Universums verwendet. Diese unterscheidet zwischen den Jahren vor der Schlacht von Yavin (VSY) und nach der Schlacht von Yavin (NSY). Die Schlacht von Yavin IV bildet das Ende von Krieg der Sterne (1977), bei dem Luke Skywalker und die Rebellenallianz den ersten Todesstern zerstören.
Bedeutung der Einträge in der Spalte Art:
- R = Roman
- YA = Young-Adult-Roman
- J = Jugendroman
- F = Filmadaption
- H = Hörspieladaption

NiR = Nummer innerhalb der Reihe
| Star-Wars-Zeitalter         | Zeitraum        | Autor(en) | Englisch | Englisch       | Deutsch                                                                 | Deutsch                                  | Deutsch                                       | Deutsch                                  |         |
| Star-Wars-Zeitalter         | Zeitraum        | Autor(en) | Titel | Veröff.        | Titel                                                                   | Veröff.                                  | Reihe                                         | NiR                                      | Art     |
| --------------------------- | --------------- | --- | --- | -------------- | ----------------------------------------------------------------------- | ---------------------------------------- | --------------------------------------------- | ---------------------------------------- | ------- |
| Aufstieg der Jedi           | N/A             | – | – | –              | –                                                                       | –                                        | –                                             | –                                        | –       |
| Alte Republik               | N/A             | – | – | –              | –                                                                       | –                                        | –                                             | –                                        | –       |
| Hohe Republik               | 382 VSY         | George Mann | The High Republic: Quest for the Hidden City | 2022           | Die Hohe Republik: Die Suche nach der Verborgenen Stadt                 | 2023                                     | Die Hohe Republik – Phase II                  | Phase 2, Welle 1                         | J       |
| Hohe Republik               | 382 VSY         | Justina Ireland & Tessa Gratton                                                                                    | The High Republic: Path of Deceit | 2022           | Die Hohe Republik: Der Pfad der Täuschung                               | 2023                                     | Die Hohe Republik – Phase II                  | Phase 2, Welle 1                         | YA      |
| Hohe Republik               | 382 VSY         | Zoraida Córdova | The High Republic: Convergence | 2022           | Die Hohe Republik: Die Verschwörung                                     | 2024                                     | Die Hohe Republik – Phase II                  | Phase 2, Welle 1                         | R       |
| Hohe Republik               | 382 VSY         | George Mann | The High Republic: The Battle of Jedha | 2023           | Die Hohe Republik: Die Schlacht von Jedha                               | 2024                                     | Die Hohe Republik – Phase II                  | Phase 2, Welle 2                         | H       |
| Hohe Republik               | 382 VSY         | Tessa Gratton | The High Republic: Quest for Planet X | 2023           | Die Hohe Republik: Auf der Suche nach Planet X                          | 2023                                     | Die Hohe Republik – Phase II                  | Phase 2, Welle 2                         | J       |
| Hohe Republik               | 382 VSY         | Lydia Kang | The High Republic: Cataclysm | 2023           | Die Hohe Republik: Die Vernichtung                                      | 2024                                     | Die Hohe Republik – Phase II                  | Phase 2, Welle 2                         | R       |
| Hohe Republik               | 382 VSY         | Cavan Scott | The High Republic: Path of Vengeance | 2023           | Die Hohe Republik: Der Pfad der Rache                                   | 2023                                     | Die Hohe Republik – Phase II                  | Phase 2, Welle 2                         | YA      |
| Hohe Republik               | 232 VSY         | Charles Soule | The High Republic: Light of the Jedi | 2021           | Die Hohe Republik: Das Licht der Jedi                                   | 2021                                     | Die Hohe Republik – Phase I                   | Phase 1, Welle 1                         | R       |
| Hohe Republik               | 232 VSY         | Claudia Gray | The High Republic: Into the Dark | 2021           | Die Hohe Republik: In die Dunkelheit                                    | 2021                                     | Die Hohe Republik – Phase I                   | Phase 1, Welle 1                         | YA      |
| Hohe Republik               | 232 VSY         | Justina Ireland | The High Republic: A Test of Courage | 2021           | Die Hohe Republik: Die Bewährungsprobe                                  | 2021                                     | Die Hohe Republik – Phase I                   | Phase 1, Welle 1                         | J       |
| Hohe Republik               | 231 VSY         | Cavan Scott | The High Republic: The Rising Storm | 2021           | Die Hohe Republik: Im Zeichen des Sturms                                | 2022                                     | Die Hohe Republik – Phase I                   | Phase 1, Welle 2                         | R       |
| Hohe Republik               | 231 VSY         | Daniel José Older                                                                                                  | The High Republic: Race to Crashpoint Tower | 2021           | Die Hohe Republic: Kampf um Valo                                        | 2021                                     | Die Hohe Republik – Phase I                   | Phase 1, Welle 2                         | J       |
| Hohe Republik               | 231 VSY         | Justina Ireland | The High Republic: Out of the Shadows | 2021           | Die Hohe Republik: Aus den Schatten                                     | 2021                                     | Die Hohe Republik – Phase I                   | Phase 1, Welle 2                         | YA      |
| Hohe Republik               | 231 VSY         | Cavan Scott | The High Republic: Tempest Runner | 2021           | Die Hohe Republic: Orkanläuferin                                        | 2023                                     | Die Hohe Republik – Phase I                   | Phase 1, Welle 2                         | H       |
| Hohe Republik               | 230 VSY         | Justina Ireland | The High Republic: Mission to Disaster | 2022           | Die Hohe Republik: Mission ins Verderben                                | 2022                                     | Die Hohe Republik – Phase I                   | Phase 1, Welle 3                         | J       |
| Hohe Republik               | 230 VSY         | Claudia Gray | The High Republic: The Fallen Star | 2022           | Die Hohe Republik: Der gefallene Stern                                  | 2023                                     | Die Hohe Republik – Phase I                   | Phase 1, Welle 3                         | R       |
| Hohe Republik               | 230 VSY         | Daniel José Older                                                                                                  | The High Republic: Midnight Horizon | 2022           | Die Hohe Republik: Mitternachtshorizont                                 | 2022                                     | Die Hohe Republik – Phase I                   | Phase 1, Welle 3                         | YA      |
| Hohe Republik               | 229 VSY         | George Mann | The High Republic: The Eye of Darkness | 2023           | Die Hohe Republik: Das Auge der Finsternis                              | 2024                                     | Die Hohe Republik – Phase III                 | Phase 3, Welle 1                         | R       |
| Hohe Republik               | 229 VSY         | Alyssa Wong & Daniel José Older                                                                                    | The High Republic: Escape from Valo | 2024           | Die Hohe Republik: Flucht von Valo                                      | 2024                                     | Die Hohe Republik – Phase III                 | Phase 3, Welle 1                         | J       |
| Hohe Republik               | 229 VSY         | Justina Ireland & Tessa Gratton                                                                                    | The High Republic: Defy the Storm | 2024           | Die Hohe Republik: Trotzt dem Sturm                                     | 2024                                     | Die Hohe Republik – Phase III                 | Phase 3, Welle 1                         | YA      |
| Hohe Republik               | 228 VSY         | Tessa Gratton | The High Republic: Temptation of the Force | 2024           | Die Hohe Republik: Die Versuchung der Macht                             | 2024                                     | Die Hohe Republik – Phase III                 | Phase 3, Welle 2                         | R       |
| Hohe Republik               | 228 VSY         | Zoraida Córdova | The High Republic: Beware the Nameless | 2024           | Die Hohe Republik: Hüte dich vor den Namenlosen                         | 2024                                     | Die Hohe Republik – Phase III                 | Phase 3, Welle 2                         | J       |
| Hohe Republik               | 228 VSY         | George Mann | The High Republic: Tears of the Nameless | 2024           | Die Hohe Republik: Die Tränen der Namenlosen                            | 2024                                     | Die Hohe Republik – Phase III                 | Phase 3, Welle 2                         | YA      |
| Hohe Republik               | 228 VSY         | Cavan Scott | The High Republic: Tempest Breaker | 2024           | –                                                                       | –                                        | Die Hohe Republik – Phase III                 | Phase 3, Welle 2                         | H       |
| Hohe Republik               | 227 VSY         | Claudia Gray | The High Republic: Into the Light | 2025           | Die Hohe Republik: In das Licht                                         | 2025                                     | Die Hohe Republik – Phase III                 | Phase 3, Welle 3                         | YA      |
| Hohe Republik               | 227 VSY         | Charles Soule | The High Republic: Trials of the Jedi | 2025           | Die Hohe Republik: Die Prüfungen der Jedi                               | 2026                                     | Die Hohe Republik – Phase III                 | Phase 3, Welle 3                         | R       |
| Hohe Republik               | 227 VSY         | Justina Ireland | The High Republic: A Valiant Vow | 2025           | Die Hohe Republik: Ein mutiges Versprechen                              | 2025                                     | Die Hohe Republik – Phase III                 | Phase 3, Welle 3                         | J       |
| Hohe Republik               | 152 VSY         | Justina Ireland | The Acolyte: Wayseeker | 2025           | The Acolyte: Die Suchende                                               | 2026                                     |                                               |                                          | R       |
| Hohe Republik               | N/A             | Tessa Gratton | The Acolyte: The Crystal Crown | 2025           | The Acolyte: Die Kristallkrone                                          | 2025                                     |                                               |                                          | YA      |
| Niedergang der Jedi         | 90–22 VSY       | Cavan Scott | Dooku: Jedi Lost | 2019           | Dooku: Der verlorene Jedi                                               | 2021                                     |                                               |                                          | H       |
| Niedergang der Jedi         | 41 VSY          | Kiersten White | Padawan | 2022           | Padawan                                                                 | 2022                                     |                                               |                                          | YA      |
| Niedergang der Jedi         | 40 VSY          | Claudia Gray | Master & Apprentice | 2019           | Meister und Schüler                                                     | 2019                                     |                                               |                                          | R       |
| Niedergang der Jedi         | 33 VSY          | John Jackson Miller                                                                                                | The Living Force | 2024           | Die Jedi-Meister                                                        | 2024                                     |                                               |                                          | R       |
| Niedergang der Jedi         | 32 VSY          | E. K. Johnston | Queen's Peril | 2020           | Bürde der Königin                                                       | 2020                                     | Padmé-Trilogie                                | Buch 2 (Vorgeschichte)                   | YA      |
| Niedergang der Jedi         | 32 VSY          | Terry Brooks | Episode I – The Phantom Menace | 1999           | Episode I – Die dunkle Bedrohung                                        | Episode I – Die dunkle Bedrohung         | Episode I – Die dunkle Bedrohung              | Episode I – Die dunkle Bedrohung         | F       |
| Niedergang der Jedi         | 32 VSY          | Steven Barnes | Mace Windu: The Glass Abyss | 2024           | Mace Windu: Der Glasplanet                                              | 2025                                     |                                               |                                          | R       |
| Niedergang der Jedi         | 28–27 VSY       | E. K. Johnston | Queen's Shadow | 2019           | Schatten der Königin                                                    | 2019                                     | Padmé-Trilogie                                | Buch 1                                   | YA      |
| Niedergang der Jedi         | 26 VSY          | Cavan Scott | Choose Your Destiny: An Obi-Wan & Anakin Adventure | 2019           | –                                                                       | –                                        | "Du entscheidest"                             | Buch 3                                   | J       |
| Niedergang der Jedi         | 22 VSY          | R. A. Salvatore | Episode II – Attack of the Clones | 2002           | Episode II – Angriff der Klonkrieger                                    | Episode II – Angriff der Klonkrieger     | Episode II – Angriff der Klonkrieger          | Episode II – Angriff der Klonkrieger     | F       |
| Niedergang der Jedi         | 22 VSY          | E. K. Johnston | Queen's Hope | 2022           | Hoffnung der Königin                                                    | 2022                                     | Padmé-Trilogie                                | Buch 3                                   | J       |
| Niedergang der Jedi         | 22 VSY          | Mike Chen | Brotherhood | 2022           | Bruderschaft                                                            | 2023                                     |                                               |                                          | R       |
| Niedergang der Jedi         | 21–17 VSY       | James Luceno | Catalyst: A Rogue One Novel | 2016           | Der Auslöser: Ein Rogue-One-Roman                                       | 2017                                     | R                                             |                                          |         |
| Niedergang der Jedi         | 19 VSY          | Timothy Zahn | Thrawn Ascendancy, Book I: Chaos Rising | 2020           | Thrawn – Der Aufstieg, Buch I: Drohendes Unhheil                        | 2023                                     | Thrawn – Der Aufstieg                         | Buch 1                                   | R       |
| Niedergang der Jedi         | 19 VSY          | Timothy Zahn | Thrawn Ascendancy, Book II: Greater Good | 2021           | Thrawn – Der Aufstieg, Buch II: Verborgener Feind                       | 2023                                     | Thrawn – Der Aufstieg                         | Buch 2                                   | R       |
| Niedergang der Jedi         | 19 VSY          | Timothy Zahn | Thrawn Ascendancy, Book III: Lesser Evil | 2021           | Thrawn – Der Aufstieg, Buch III: Teurer Sieg                            | 2023                                     | Thrawn – Der Aufstieg                         | Buch 3                                   | R       |
| Niedergang der Jedi         | 19 VSY          | Christie Golden | Dark Disciple | 2015           | Schülerin der dunklen Seite                                             | 2016                                     | The Clone Wars Legacy                         | –                                        | R       |
| Niedergang der Jedi         | 19 VSY          | Matthew Stover | Episode III – Revenge of the Sith | 2005           | Episode III – Die Rache der Sith                                        | Episode III – Die Rache der Sith         | Episode III – Die Rache der Sith              | Episode III – Die Rache der Sith         | F       |
| Herrschaft des Imperiums    | 19 VSY          | Adam Christopher                                                                                                   | Master of Evil | 2025           | –                                                                       | –                                        |                                               |                                          | R       |
| Herrschaft des Imperiums    | 19 VSY–18 VSY   | Alexander Freed | Reign of the Empire: The Mask of Fear | 2025           | Herrschaft des Imperiums: Die Maske der Angst                           | 2025                                     | Herrschaft des Imperiums                      | Buch 1                                   | R       |
| Herrschaft des Imperiums    | 19 VSY–10 VSY   | Mike Chen | Star Wars Outlaws: Low Red Moon | 2026           | –                                                                       | –                                        |                                               |                                          | R       |
| Herrschaft des Imperiums    | 18 VSY          | E.K. Johnston | Ahsoka | 2016           | Ahsoka                                                                  | 2017                                     |                                               |                                          | YA      |
| Herrschaft des Imperiums    | 18 VSY          | Lamar Giles | Sanctuary: A Bad Batch Novel | 2025           | –                                                                       | –                                        |                                               |                                          | R       |
| Herrschaft des Imperiums    | 18 VSY          | Cavan Scott | Adventures in Wild Space 0: The Escape | 2016           | Abenteuer im Wilden Raum 0: Die Flucht                                  | 2016                                     | Star Wars: Abenteuer im Wilden Raum           | Vorgeschichte                            | J       |
| Herrschaft des Imperiums    | 18 VSY          | Cavan Scott | Adventures in Wild Space 1: The Trap | 2016           | Abenteuer im Wilden Raum 1: Die Falle                                   | 2016                                     | Star Wars: Abenteuer im Wilden Raum           | Buch 1                                   | J       |
| Herrschaft des Imperiums    | 18 VSY          | Tom Huddleston | Adventures in Wild Space 2: The Nest | 2016           | Abenteuer im Wilden Raum 2: Das Nest                                    | 2016                                     | Star Wars: Abenteuer im Wilden Raum           | Buch 2                                   | J       |
| Herrschaft des Imperiums    | 18 VSY          | Cavan Scott | Adventures in Wild Space 3: The Steal / The Heist | 2016           | Abenteuer im Wilden Raum 3: Der Überfall                                | 2017                                     | Star Wars: Abenteuer im Wilden Raum           | Buch 3                                   | J       |
| Herrschaft des Imperiums    | 18 VSY          | Tom Huddleston | Adventures in Wild Space 4: The Dark / The Darkness | 2016           | Abenteuer im Wilden Raum 4: Die Dunkelheit                              | 2017                                     | Star Wars: Abenteuer im Wilden Raum           | Buch 4                                   | J       |
| Herrschaft des Imperiums    | 18 VSY          | Cavan Scott | Adventures in Wild Space 5: The Cold | 2017           | Abenteuer im Wilden Raum 5: Die Kälte                                   | 2017                                     | Star Wars: Abenteuer im Wilden Raum           | Buch 5                                   | J       |
| Herrschaft des Imperiums    | 18 VSY          | Tom Huddleston | Adventures in Wild Space 6: The Rescue | 2017           | Abenteuer im Wilden Raum 6: Die Rettung                                 | 2018                                     | Star Wars: Abenteuer im Wilden Raum           | Buch 6                                   | J       |
| Herrschaft des Imperiums    | 14 VSY          | Paul S. Kemp | Lords of the Sith | 2015           | Die Sith-Lords                                                          | 2016                                     |                                               |                                          | R       |
| Herrschaft des Imperiums    | 22 VSY–14 VSY   | Delilah S. Dawson                                                                                                  | Inquisitor: Rise of the Red Blade | 2023           | Die Inquisitorin                                                        | 2024                                     |                                               |                                          | R       |
| Herrschaft des Imperiums    | 14 VSY          | James Luceno | Tarkin | 2014           | Tarkin                                                                  | 2016                                     |                                               |                                          | R       |
| Herrschaft des Imperiums    | 13 VSY          | Rae Carson | Most Wanted | 2018           | Meistgesucht Die Vorgeschichte zu Solo: A Star Wars Story               | 2018                                     |                                               |                                          | YA      |
| Herrschaft des Imperiums    | 13 VSY          | E.K. Johnston | Crimson Climb | 2023           | Crimson Climb: Aufstieg bei Crimson Dawn                                | 2024                                     |                                               |                                          | YA      |
| Herrschaft des Imperiums    | 12–11 VSY       | Sam Maggs | Jedi: Battle Scars | 2023           | Jedi: Kampfnarben                                                       | 2023                                     | Star Wars Jedi                                | –                                        | R       |
| Herrschaft des Imperiums    | 11 VSY          | John Jackson Miller                                                                                                | A New Dawn | 2014           | Eine neue Dämmerung                                                     | 2016                                     |                                               |                                          | YA      |
| Herrschaft des Imperiums    | 10 VSY (13 VSY) | Mur Lafferty (Roman) Joe Schreiber (Jugendroman)                                                                   | Solo: A Star Wars Story: Expanded Edition Solo: A Star Wars Story – A Junior Novel | 2018           | Solo: A Star Wars Story                                                 | Solo: A Star Wars Story                  | Solo: A Star Wars Story                       | Solo: A Star Wars Story                  | F, J    |
| Herrschaft des Imperiums    | 6 VSY           | Rebecca Roanhorse                                                                                                  | Reign of the Empire: Edge of the Abyss | 2026           | –                                                                       | –                                        | Herrschaft des Imperiums                      | Buch 2                                   | R       |
| Ära der Rebellion           | 6–5 VSY         | Jason Fry | Star Wars Rebels: Servants of the Empire 1: Edge of the Galaxy | 2014           | Star Wars Rebels: Diener des Imperiums 1: Am Rande der Galaxis          | 2015                                     | Star Wars Rebels                              | Buch 1                                   | J       |
| Ära der Rebellion           | 5 VSY           | Ryder Windham | Star Wars Rebels: Ezra's Gamble | 2014           | Star Wars Rebels: Ezras Spiel Die offizielle Vorgeschichte zur TV-Serie | 2014                                     | Star Wars Rebels                              | Vorgeschichte                            | J       |
| Ära der Rebellion           | 5 VSY           | Jason Fry | Star Wars Rebels: Servants of the Empire 2: Rebel in the Ranks | 2015           | Star Wars Rebels: Diener des Imperiums 2: Rebell in der Truppe          | 2015                                     | Star Wars Rebels                              | Buch 2                                   | J       |
| Ära der Rebellion           | 4 VSY           | Jason Fry | Star Wars Rebels: Servants of the Empire 3: Imperial Justice | 2015           | Star Wars Rebels: Diener des Imperiums 3: Imperiale Gerechtigkeit       | 2015                                     | Star Wars Rebels                              | Buch 3                                   | J       |
| Ära der Rebellion           | 4 VSY           | Jason Fry | Star Wars Rebels: Servants of the Empire 4: The Secret Academy | 2015           | Star Wars Rebels: Diener des Imperiums 4: Die geheime Akademie          | 2016                                     | Star Wars Rebels                              | Buch 4                                   | J       |
| Ära der Rebellion           | 3 VSY           | Claudia Gray | Leia, Princess of Alderaan | 2017           | Leia, Prinzessin von Alderaan                                           | 2017                                     | Journey to Star Wars: Die letzten Jedi        | –                                        | YA      |
| Ära der Rebellion           | 3 VSY (15 VSY)  | Timothy Zahn | Thrawn | 2017           | Thrawn                                                                  | 2018                                     | Thrawn: Im Dienst des Imperiums               | Buch 1                                   | R       |
| Ära der Rebellion           | 2 VSY           | Timothy Zahn | Thrawn: Alliances | 2018           | Thrawn: Allianzen                                                       | 2019                                     | Thrawn: Im Dienst des Imperiums               | Buch 2                                   | R       |
| Ära der Rebellion           | 1 VSY           | Timothy Zahn | Thrawn: Treason | 2019           | Thrawn: Verrat                                                          | 2020                                     | Thrawn: Im Dienst des Imperiums               | Buch 3                                   | R       |
| Ära der Rebellion           | 1 VSY           | Greg Rucka | Guardians of the Whills | 2017           | Wächter der Whills (hierzulande nur als Manga-Adaption erhältlich)      | –                                        |                                               |                                          | J       |
| Ära der Rebellion           | 1 VSY           | Tom Angleberger | The Mighty Chewbacca in the Forest of Fear! | 2018           | –                                                                       | –                                        |                                               |                                          | J       |
| Ära der Rebellion           | –               | Cavan Scott | Choose Your Destiny: A Han & Chewie Adventure | 2018           | Du entscheidest: Ein Abenteuer mit Han & Chewie                         | 2019                                     | "Du entscheidest"                             | Buch 1                                   | J       |
| Ära der Rebellion           | 0 VSY (13 VSY)  | Beth Revis | Rebel Rising | 2017           | Jyn, die Rebellin                                                       | 2017                                     |                                               |                                          | YA      |
| Ära der Rebellion           | 0 VSY           | Alexander Freed (Roman) Matt Forbeck (Jugendroman)                                                                 | Rogue One: A Star Wars Story Star Wars: Rogue One – A Junior Novel | 2016           | Rogue One: A Star Wars Story                                            | Rogue One: A Star Wars Story             | Rogue One: A Star Wars Story                  | Rogue One: A Star Wars Story             | F, J    |
| Ära der Rebellion           | 0 VSY           | Alan Dean Foster & George Lucas (Roman) Alexandra Bracken (Jugendroman) Emil Fortune & Ryder Windham (Jugendroman) | Star Wars: From the Adventures of Luke Skywalker / Star Wars Episode IV: A New Hope (Novelization) A New Hope: The Princess, the Scoundrel, and the Farm Boy Star Wars: A New Hope (Junior Novelization) | 1976 2015 2017 | Episode IV: Eine neue Hoffnung                                          | Episode IV: Eine neue Hoffnung           | Episode IV: Eine neue Hoffnung                | Episode IV: Eine neue Hoffnung           | F, J, J |
| Ära der Rebellion           | 0 NSY           | Christie Golden | Battlefront II: Inferno Squad | 2017           | Battlefront II: Inferno-Kommando                                        | 2017                                     | Battlefront                                   | Buch 2                                   | R       |
| Ära der Rebellion           | 0 NSY           | Kevin Hearne | Heir to the Jedi | 2015           | Der Erbe der Jedi-Ritter                                                | 2015                                     |                                               |                                          | R       |
| Ära der Rebellion           | 0 NSY           | Cavan Scott | Choose Your Destiny: A Luke & Leia Adventure | 2018           | –                                                                       | –                                        | "Du entscheidest"                             | Buch 2                                   | J       |
| Ära der Rebellion           | 0–1 NSY         | Sarah Kuhn | Doctor Aphra | 2021           | –                                                                       | –                                        |                                               |                                          | H       |
| Ära der Rebellion           | 2–3 NSY         | Alexander Freed | Battlefront: Twilight Company | 2015           | Battlefront: Twilight-Kompanie                                          | 2016                                     | Battlefront                                   | Buch 1                                   | R       |
| Ära der Rebellion           | 3 NSY           | Donald F. Glut (Roman) Adam Gidwitz (Jugendroman) Emil Fortune & Ryder Windham (Jugendroman)                       | Star Wars Episode V: The Empire Strikes Back (Novelization) The Empire Strikes Back: So You Want To Be A Jedi? Star Wars: The Empire Strikes Back (Junior Novelization)                                  | 1980 2015 2017 | Episode V: Das Imperium schlägt zurück                                  | Episode V: Das Imperium schlägt zurück   | Episode V: Das Imperium schlägt zurück        | Episode V: Das Imperium schlägt zurück   | F, J, J |
| Ära der Rebellion           | 4 NSY           | James Khan (Roman) Tom Angleberger (Jugendroman) Emil Fortune & Ryder Windham (Jugendroman)                        | Star Wars: Episode VI: Return of the Jedi (Novelization) Return of the Jedi: Beware the Power of the Dark Side! Star Wars: Return of the Jedi (Junior Novelization)                                      | 1983 2015 2017 | Episode VI: Die Rückkehr der Jedi-Ritter                                | Episode VI: Die Rückkehr der Jedi-Ritter | Episode VI: Die Rückkehr der Jedi-Ritter      | Episode VI: Die Rückkehr der Jedi-Ritter | F, J, J |
| Ära der Rebellion           | 4 NSY           | Beth Revis | The Princess and the Scoundrel | 2022           | Die Prinzessin und der Schurke                                          | 2023                                     |                                               |                                          | R       |
| Ära der Rebellion           | 4 NSY           | Alexander Freed | Alphabet Squadron | 2019           | Das Alphabet-Geschwader                                                 | 2021                                     | Alphabet-Geschwader- und Nachspiel-Trilogien  | Buch 1                                   | R       |
| Ära der Rebellion           | 4 NSY           | Chuck Wendig | Aftermath | 2015           | Nachspiel: Der Krieg ist nicht vorbei                                   | 2016                                     | Alphabet-Geschwader- und Nachspiel-Trilogien  | Buch 1                                   | R       |
| Ära der Rebellion           | 4 NSY           | Alexander Freed | Shadow Fall: An Alphabet Squadron Novel | 2020           | Schattenfall: Ein Alphabet-Geschwader-Roman                             | 2022                                     | Alphabet-Geschwader- und Nachspiel-Trilogien  | Buch 2                                   | R       |
| Ära der Rebellion           | 4 NSY           | Chuck Wendig | Aftermath: Life Debt | 2016           | Nachspiel: Lebensschuld                                                 | 2017                                     | Alphabet-Geschwader- und Nachspiel-Trilogien  | Buch 2                                   | R       |
| Ära der Rebellion           | 5 NSY           | Alexander Freed | Victory's Price: An Alpabet Squadron Novel | 2021           | Der Preis des Sieges: Ein Alphabet-Geschwader-Roman                     | 2023                                     | Alphabet-Geschwader- und Nachspiel-Trilogien  | Buch 3                                   | R       |
| Ära der Rebellion           | 5 NSY           | Chuck Wendig | Aftermath: Empire's End | 2017           | Nachspiel: Das Ende des Imperiums                                       | 2017                                     | Alphabet-Geschwader- und Nachspiel-Trilogien  | Buch 3                                   | R       |
| Ära der Rebellion           | 5 NSY (11 VSY)  | Claudia Gray | Lost Stars | 2015           | Verlorene Welten                                                        | 2015                                     | Journey to Star Wars: Das Erwachen der Macht  | –                                        | YA      |
| Neue Republik               | 7 NSY           | Daniel José Older                                                                                                  | Last Shot | 2018           | Letzte Chance                                                           | 2019                                     |                                               |                                          | R       |
| Neue Republik               | 9 NSY           | Mark Oshiro | Star Wars: Hunters: Battle for the Arena | 2023           | Star Wars: Hunters – Kampf um die Arena                                 | 2023                                     |                                               |                                          | J       |
| Neue Republik               | 9 NSY           | Joe Schreiber | The Mandalorian Junior Novel | 2021           | The Mandalorian – Jugendroman                                           | 2021                                     | The Mandalorian                               | Buch 1                                   | J       |
| Neue Republik               | 9 NSY           | Joe Schreiber | The Mandalorian Season 2 Junior Novel | 2022           | The Mandalorian Staffel 2 – Jugendroman                                 | 2022                                     | The Mandalorian                               | Buch 2                                   | J       |
| Neue Republik               | 9 NSY           | Joe Schreiber | The Book of Boba Fett Junior Novel | 2023           | Das Buch von Boba Fett – Jugendroman                                    | 2023                                     |                                               |                                          | J       |
| Neue Republik               | 18 NSY          | Alex Segura | Poe Dameron: Free Fall | 2020           | Poe Dameron: Freier Fall                                                | 2020                                     |                                               |                                          | YA      |
| Neue Republik               | 21 NSY          | Adam Christopher                                                                                                   | Shadow of the Sith | 2022           | Im Schatten der Sith                                                    | 2024                                     |                                               |                                          | R       |
| Neue Republik               | 28 NSY          | Claudia Gray | Bloodline | 2016           | Blutlinie Die Ereignisse vor Star Wars: Das Erwachen der Macht          | 2016                                     |                                               |                                          | R       |
| Aufstieg der Ersten Ordnung | 31–34 NSY       | Greg Rucka | Before the Awakening | 2015           | Vor dem Erwachen                                                        | 2016                                     |                                               |                                          | J       |
| Aufstieg der Ersten Ordnung | 34 NSY          | Ben Acker & Ben Blacker                                                                                            | Join the Resistance | 2017           | Komm zum Widerstand                                                     | 2017                                     | Komm zum Widerstand                           | Buch 1                                   | J       |
| Aufstieg der Ersten Ordnung | 34 NSY          | Ben Acker & Ben Blacker                                                                                            | Join the Resistance: Escape from Vodran | 2017           | –                                                                       | -                                        | Komm zum Widerstand                           | Buch 2                                   | J       |
| Aufstieg der Ersten Ordnung | 34 NSY (0 NSY)  | Greg Rucka | Smuggler's Run – A Han Solo & Chewbacca Adventure | 2015           | Im Auftrag der Rebellion Ein Han Solo & Chewbacca–Abenteuer             | 2015                                     | Journey to Star Wars: Das Erwachen der Macht  | –                                        | J       |
| Aufstieg der Ersten Ordnung | 34 NSY (0 NSY)  | Jason Fry | The Weapon of a Jedi – A Luke Skywalker Adventure | 2015           | Die Waffe eines Jedi Ein Luke Skywalker–Abenteuer                       | 2015                                     | Journey to Star Wars: Das Erwachen der Macht  | –                                        | J       |
| Aufstieg der Ersten Ordnung | 34 NSY (4 NSY)  | Cecil Castellucci & Jason Fry                                                                                      | Moving Target – A Princess Leia Adventure | 2015           | Bewegliches Ziel Ein Prinzessin Leia–Abenteuer                          | 2015                                     | Journey to Star Wars: Das Erwachen der Macht  | –                                        | J       |
| Aufstieg der Ersten Ordnung | 34 NSY          | Delilah S. Dawson                                                                                                  | Phasma | 2017           | Phasma                                                                  | 2018                                     | Journey to Star Wars: Die letzten Jedi        | –                                        | R       |
| Aufstieg der Ersten Ordnung | 34 NSY          | Ken Liu | The Legends of Luke Skywalker | 2017           | Die Legenden von Luke Skywalker                                         | 2017                                     | Journey to Star Wars: Die letzten Jedi        | –                                        | J       |
| Aufstieg der Ersten Ordnung | 34 NSY          | Kevin Shinick | Force Collector | 2019           | Der Sammler                                                             | 2019                                     | Journey to Star Wars: Der Aufstieg Skywalkers | –                                        | YA      |
| Aufstieg der Ersten Ordnung | 34 NSY          | John Jackson Miller, Mira Grant, Rae Carson & Saladin Ahmed                                                        | Canto Bight | 2017           | Canto Bight                                                             | 2018                                     |                                               |                                          | R       |
| Aufstieg der Ersten Ordnung | 34 NSY          | Alan Dean Foster (Roman) Michael Kogge (Jugendroman)                                                               | Star Wars: The Force Awakens (Novelization) Star Wars: The Force Awakens (Junior Novel) | 2015           | Das Erwachen der Macht                                                  | Das Erwachen der Macht                   | Das Erwachen der Macht                        | Das Erwachen der Macht                   | F, J    |
| Aufstieg der Ersten Ordnung | 34 NSY          | Ben Acker & Ben Blacker                                                                                            | Join the Resistance: Attack on Starkiller Base | 2018           | –                                                                       | –                                        | Komm zum Widerstand                           | Buch 3                                   | J       |
| Aufstieg der Ersten Ordnung | 34 NSY          | Elisabeth Wein | Star Wars: The Last Jedi: Cobalt Squadron | 2017           | Star Wars: Die letzten Jedi – Die Kobalt-Staffel                        | 2018                                     |                                               |                                          | J       |
| Aufstieg der Ersten Ordnung | 34 NSY          | Jason Fry (Roman) Michael Kogge (Jugendroman)                                                                      | Star Wars: The Last Jedi: Expanded Version Star Wars: The Last Jedi (Junior Novel) | 2018           | Die letzten Jedi                                                        | Die letzten Jedi                         | Die letzten Jedi                              | Die letzten Jedi                         | F, J    |
| Aufstieg der Ersten Ordnung | 34 NSY          | Rebecca Roanhorse                                                                                                  | Resistance Reborn | 2019           | Der neue Widerstand                                                     | 2022                                     | Journey to Star Wars: Der Aufstieg Skywalkers | –                                        | R       |
| Aufstieg der Ersten Ordnung | 34 NSY          | Justina Ireland | Spark of the Resistance | 2019           | Der Funke des Widerstands                                               | 2019                                     | Journey to Star Wars: Der Aufstieg Skywalkers | –                                        | J       |
| Aufstieg der Ersten Ordnung | 34 NSY          | Cavan Scott | Choose Your Destiny: A Finn & Poe Adventure | 2019           | Du entscheidest: Ein Abenteuer mit Finn und Poe                         | 2020                                     | "Du entscheidest"                             | Buch 4                                   | J       |
| Aufstieg der Ersten Ordnung | 34 NSY (11 VSY) | Justine Ireland | Flight of the Falcon: Lando's Luck | 2018           | –                                                                       | –                                        | Der Flug des Falken                           | –                                        | J       |
| Aufstieg der Ersten Ordnung | 34 NSY          | Lou Anders | Flight of the Falcon: Pirate's Price | 2019           | –                                                                       | –                                        | Der Flug des Falken                           | –                                        | J       |
| Aufstieg der Ersten Ordnung | 34 NSY          | Deliah S. Dawson                                                                                                   | Galaxy's Edge: Black Spire | 2019           | Galaxy's Edge: Außenposten Black Spire                                  | 2021                                     | Galaxy's Edge                                 | –                                        | R       |
| Aufstieg der Ersten Ordnung | 34 NSY          | Zoraida Córdova | Galaxy's Edge: A Crash of Fate | 2019           | Galaxy's Edge: Schicksalsschlag                                         | 2019                                     | Galaxy's Edge                                 | –                                        | YA      |
| Aufstieg der Ersten Ordnung | 35 NSY          | Rae Carson (Roman) Michael Kogge (Jugendroman)                                                                     | The Rise of Skywalker: Expanded Edition The Rise of Skywalker (Junior Novel) | 2020           | Der Aufstieg Skywalkers                                                 | Der Aufstieg Skywalkers                  | Der Aufstieg Skywalkers                       | Der Aufstieg Skywalkers                  | F, J    |
| Aufstieg der Ersten Ordnung | 35 NSY          | Kwame Mbalia | The Last Order | 2025           | –                                                                       | –                                        |                                               |                                          | YA      |
| Neuer Jedi-Orden            | –               | – | – | –              | –                                                                       | –                                        | –                                             | –                                        | –       |

## Kanon – Ausgewählte Werke

### Der Auslöser – Ein Rogue-One-Roman
Der Auslöser – ein Rogue-One-Roman (Originaltitel: Catalyst: A Rogue One Novel) ist ein am 15. November 2016 bei Del Rey veröffentlichter Roman von James Luceno. Die deutsche Version wurde durch Andreas Kasprzak übersetzt und erschien am 15. Mai 2017 bei Blanvalet. Es ist ein Prequel zu Rogue One: A Star Wars Story und endet kurz vor dem Prolog des Films.
Die Handlung erstreckt sich über einen Zeitraum von knapp fünf Jahren und handelt um das geheime Projekt des Imperiums, den Bau einer Superwaffe, die für den ersten Todesstern bestimmt ist. Dazu nutzt der aufstrebende Orson Krennic die eigentlich friedliche Forschung seines einstigen Freunds Galen Erso aus, der an den energiebringenden Kyberkristallen arbeitet. Als dieser den Plan schlussendlich durchschaut, flieht er mit Hilfe von Saw Gerrera aus den Fängen des Imperiums, um sich mit seiner Frau Lyra und seiner Tochter Jyn auf dem Planeten Lah’mu zu verstecken.
- ISBN (englisch): 978-0-3455-1149-2
- ISBN (deutsch): 978-3-7341-6118-6

### Ahsoka
Ahsoka wurde am 11. Oktober 2016 bei Disney-Lucasfilm Press veröffentlicht. Autorin des Romans ist Emily Kate Johnston. Die deutsche Version wurde durch Andreas Kasprzak übersetzt und erschien am 15. Mai 2017 bei Panini. Es handelt von der jungen Jedi Ahsoka Tano, ehemalige Schülerin von Anakin Skywalker, und spielt zwischen den Animationsserien The Clone Wars und Rebels, in denen sie ebenfalls eine tragende Rolle spielt.
Die Handlung setzt knapp ein Jahr nach den Ereignissen von Die Rache der Sith ein, zu dessen Zeitpunkt Anakin Skywalker bereits zu Darth Vader wurde. Durch die vom Imperator angeordnete Order 66 wurden fast alle Jedi der Galaxis getötet, weshalb Ahsoka untergetaucht ist. Da sie jedoch ihre Machtfähigkeiten nicht gänzlich unbenutzt lässt, kommt ihr das Imperium auf die Spur und setzt einen Inquisitor mit dem Decknamen Sechster Bruder ein, um sie aufzuspüren und zu töten. Bail Organa, Adoptivvater von Leia Organa und Anführer der Rebellenallianz, schickt in der Folge zwei Piloten, um Ahsoka in Sicherheit zu bringen. Sie entschließt sich, sich diesen anzuschließen, wenn Organa als Gegenleistung bei der Evakuierung eines Mondes vor dem Imperium hilft. In der Folge gelingt es Ahsoka den Sechsten Bruder zu töten, während Organa die Bevölkerung in Sicherheit bringen kann. Ahsoka beschließt, sich Organa und der Rebellion anzuschließen. Das Imperium schickt in der Folge den Großinquisitor auf die Mission, Ahsoka zu töten.
Der Großinquisitor, der den Auftrag bekommt, Ahsoka aufzuspüren und zu vernichten, ist einer der Hauptantagonisten der Animationsserie Rebels.
- ISBN (englisch): 978-0-3455-1152-2

- ISBN (deutsch): 978-3-8332-3450-7

### Tarkin
Tarkin ist ein am 4. November 2014 bei Del Rey veröffentlichter Roman von James Luceno. Die deutsche Version wurde durch Andreas Kasprzak und Tobias Toneguzzo übersetzt und erschien am 15. Februar 2016 bei Blanvalet. Die Handlung des Buchs spielt zwischen den Ereignissen von Die Rache der Sith und Krieg der Sterne und erzählt die Hintergrundgeschichte von Wilhuff Tarkin, Antagonist aus Krieg der Sterne, und seine Annäherung an den Imperator und Darth Vader.
- ISBN (englisch): 978-0-3455-1149-2

- ISBN (deutsch): 978-3-7341-6061-5

### Die Sith-Lords
Die Sith-Lords (Originaltitel: Lords of the Sith) ist ein am 28. April 2015 bei Del Rey veröffentlichter Roman von Paul S. Kemp. Die deutsche Version wurde durch Andreas Kasprzak und Tobias Toneguzzo übersetzt und erschien am 19. September 2016 bei Blanvalet. Die Handlung des Buchs spielt zwischen den Ereignissen von Die Rache der Sith und Tarkin und erzählt die Geschichte von Revolutionären auf dem Planeten Ryloth, die den Imperator und Darth Vader jagen.
Die Sith-Lords führte mit der lesbischen Moff Delian Mors den ersten offen homosexuellen Charakter im neuen Star-Wars-Universum ein.
- ISBN (englisch): 978-0-3455-1144-7

- ISBN (deutsch): 978-3-7341-6070-7

### Verlorene Welten
Verlorene Welten (Originaltitel: Lost Stars) ist ein am 4. September 2015 bei Disney-Lucasfilm Press veröffentlichter Roman von Claudia Gray. Die deutsche Version wurde durch Timothy Stahl übersetzt und erschien am 16. November 2015 bei Panini. Die Handlung setzt knapp elf Jahre vor Krieg der Sterne ein, erstreckt sich bis nach den Ereignissen von Die Rückkehr der Jedi-Ritter und dreht sich um Thane Kyrell und Ciena Ree.
Kyrell und Ree leben seit ihrer Kindheit auf dem abgelegenen Planeten Jelucan, der durch das Imperium annektiert wird. Die beiden verbindet eine enge Freundschaft und ihr Interesse am Fliegen sowie der Wunsch, eines Tages auf die imperiale Akademie zu gehen, um TIE-Pilot zu werden. Die beiden sind die besten Absolventen ihres Jahrgangs und erreichen in zahlreichen Tests und Aufgaben die größtmögliche Punktzahl. Ihre Freundschaft wird ein erstes Mal auf die Probe gestellt, als ein Projekt Kyrells durch die Akademie selbst sabotiert wird, die es jedoch Ree anlastet. Unsicher darüber, ob die Akademie einen solchen Schritt wirklich wagen würde, kühlt ihre Freundschaft bis zu ihrem Abschluss ab, an dem sie sich jedoch wieder versöhnen und allmählich Gefühle füreinander entwickeln.
Nach ihrem Abschluss wird Ree auf das Flaggschiff Darth Vaders versetzt, während Kyrell an Bord des ersten Todessterns dient. Beide erleben die Zerstörung des Planeten Alderaan und überleben anschließend den erfolgreichen Angriff der Rebellion auf den Todesstern, der in der Folge zerstört wird. Kyrell desertiert wenig später und versteckt sich auf Jelucan, wo ihn Ree findet und erfolglos von einer Rückkehr überzeugen will. Kyrell wird von Wedge Antilles für die Rebellion rekrutiert. Ree erfährt dies nach der Schlacht von Hoth. Ihr innerer Konflikt, zwischen ihren Gefühlen für Kyrell und ihrer Loyalität gegenüber dem Imperium, belastet sie zunehmend.
Nach der Zerstörung des zweiten Todessterns wird Ree zum Captain befördert und kommandiert einen Sternzerstörer in der Schlacht von Jakku. Als sie begreift, dass ihr Schiff von einem Trupp Rebellen geentert wird, ordnet sie die Evakuierung an, während sie das Schiff durch eine Bruchlandung vor der Übernahme durch die Rebellen bewahren will. Kyrell, der den Rebellentrupp anführte, gelingt es, die Brücke zu erreichen und nach einem Kampf mit Ree gemeinsam mit ihr rechtzeitig vom Schiff zu entkommen. Ree wird in der Folge als Kriegsgefangene von der Neuen Republik festgehalten, doch Kyrell ist überzeugt davon, dass sie bald freigelassen werden wird und versichert ihr, dass er auf sie warten werde, damit sie zusammen sein können.
Verlorene Welten endet mit der Schlacht von Jakku, dessen Folgen unter anderem in Das Erwachen der Macht zu sehen sind. Die Schrottsammlerin Rey lebt auf Jakku und verkauft in den Wracks der Raumschiffen gefundene Teile, um zu überleben.
- ISBN (englisch): 978-1-4847-2498-9

- ISBN (deutsch): 978-3-8332-3194-0

### Der Erbe der Jedi-Ritter
Der Erbe der Jedi-Ritter (Originaltitel: Heir to the Jedi) ist ein am 3. März 2015 bei Del Rey veröffentlichter Roman von Kevin Hearne. Die deutsche Version wurde durch Andreas Kasprzak übersetzt und erschien am 16. November 2015 bei Blanvalet. Das Buch spielt zwischen den Ereignissen von Krieg der Sterne und Das Imperium schlägt zurück. Hauptcharakter ist Luke Skywalker. Es ist das erste Buch im Star-Wars-Kanon, das aus Sicht der handelnden Figur als Ich-Erzähler geschrieben ist.
Als er von der Gefangennahme einer begabten Kryptografin durch das Imperium erfährt, begibt sich Luke auf eine riskante Rettungsmission. Luke, der seine Ausbildung zum Jedi durch die kurzen Lektionen Obi-Wan Kenobis noch lange nicht abgeschlossen hatte, wird fortan auf die Probe gestellt und muss beweisen, dass er dem Kampf gewachsen ist.
- ISBN (englisch): 978-0-3455-4485-8

- ISBN (deutsch): 978-3-7341-6008-0

### Battlefront II: Inferno-Kommando
Battlefront II: Inferno-Kommando (Originaltitel: Battlefront II: Inferno Squad) ist ein am 19. Juli 2017 bei Del Rey veröffentlichter Roman von Christie Golden. Die deutsche Version wurde durch Andreas Kasprzak und Tobias Toneguzzo übersetzt und erschien am 16. Oktober 2017 bei Panini. Es ist ein Prequel zu dem Videospiel Star Wars: Battlefront II und handelt um das namensgebende Inferno-Kommando, einer Eliteeinheit des Imperiums, das nach der Zerstörung des ersten Todessterns die Rebellenzelle von Saw Gerrera jagt, um Rache zu nehmen, da sie eine entscheidende Rolle in der Beschaffung der Pläne der Kampfstation hatte.
- ISBN (englisch): 978-1-5247-9680-8

- ISBN (deutsch): 978-3-8332-3568-9

### Nachspiel-Trilogie
Die Nachspiel-Trilogie (Originaltitel: The Aftermath Trilogy) ist eine von Chuck Wendig verfasste Buchreihe, die zwischen 2015 und 2017 bei Del Rey veröffentlicht wurde. Die deutschen Versionen wurden durch Michaela Link, Andreas Kasprzak und Tobias Toneguzzo übersetzt und erschienen zwischen 2016 und 2017 bei Blanvalet. Die Romanreihe handelt von den Ereignissen kurz nach Die Rückkehr der Jedi-Ritter, an dessen Ende der zweite Todesstern vernichtet wurde.

#### Nachspiel
Trotz der Zerstörung des zweiten Todessterns sowie dem Tod des Imperators und Darth Vaders, kämpft die Rebellenallianz – jetzt als Neue Republik – weiterhin gegen die letzten Überreste des Imperiums. Diese sind zwar weit zerstreut und ohne klaren Anführer, doch ihnen gelingt es, den Rebellenpiloten Wedge Antilles gefangen zu nehmen, als dieser eine große Truppenansammlung der imperialen Flotte bemerkt. Die Rebellenkämpferin Norra Wexley erhält Antilles’ Notruf und startet mit einigen Verbündeten eine Rettungsaktion, um ein erneutes Erstarken des Imperiums zu verhindern.
- ISBN (englisch): 978-0-3455-1162-1

- ISBN (deutsch): 978-3-7341-6071-4

#### Nachspiel: Lebensschuld
Der Frieden in der Galaxis scheint in greifbarer Nähe zu sein, als Han Solo beschließt, seinem Freund Chewbacca bei der Befreiung seines Heimatplaneten Kashyyyk zu helfen. Dieser leidet unter der durch das Imperium durchgesetzten Sklaverei. Norra Wexley hat mittlerweile mit ihren Verbündeten eine schlagkräftige Einheit gebildet, die verbliebene imperiale Verbrecher jagt und zur Verantwortung ziehen will. Ziel ihrer Missionen sind vor allem Admiral Rae Sloane und Admiral Gallius Rax, die die verbleibenden Truppen des Imperiums anführen. Doch ihre Suche wird unterbrochen, als Solo und Chewbacca auf Kashyyyk in Schwierigkeiten geraten. Leia Organa und die Neue Republik entsenden daraufhin Wexleys Einheit, um den einstigen Schmuggler und seinen Freund zu befreien. Ihnen gelingt es, Han zu finden und gemeinsam befreien sie Chewbacca. Darüber hinaus können sie zahlreiche imperiale Gefangene befreien, darunter den Ehemann von Norra Wexley, Brentin. Rax offenbart unterdessen Sloane, dass das Imperium immer noch über eine beachtliche Flotte verfügt. Sloane, anfangs noch fest davon überzeugt, dass Rax ihre Werte und Ziele teilt, wird zunehmend misstrauischer ihm gegenüber. Durch die Hilfe von Leia, Wedge Antilles und Admiral Ackbar gelingt es der Neuen Republik, Kashyyyk und die Wookiees von der Sklaverei zu befreien. Als sie den Sieg feiern attackieren jedoch die zuvor auf Kashyyyk Befreiten unter der Führung von Brentin, die Kanzlerin der Neuen Republik, Mon Mothma. Sloane desertiert in der Folge und schließt sich Brentin an, der sich an Rax rächen will. Sie finden ihn, als er mit seinen Truppen zu seinem Heimatplaneten Jakku reist.
- ISBN (englisch): 978-1-1019-6693-8

- ISBN (deutsch): 978-3-7341-6105-6

#### Nachspiel: Das Ende des Imperiums
Das Team um Norra Wexley erreicht Jakku. Dort realisieren sie, dass fast die gesamte verbleibende Flotte des Imperiums versammelt ist, darunter zahlreiche Sternzerstörer. Ein Teil der Crew macht sich auf die Suche nach Sloane, während der Rest nach Chandrila reist, um Leia Organa und die Neue Republik über das Sammeln der imperialen Flotte zu informieren. Norra gelingt es nicht, Sloane zu finden, die ihrerseits gemeinsam mit Brentin von Rax gefangen genommen wird, an dem sie sich rächen wollten. Der Senat der Neuen Republik ist unterdessen zu zerstritten, um einer gemeinsamen militärischen Operation auf Jakku zuzustimmen. Nachdem Han Solo mit ein paar Verbündeten herausfindet, dass zwei kriminelle Kartelle die Wahl beeinflussen konnten, gelingt es der Kanzlerin Mothma, genügend Stimmen für die Operation zu erhalten. Die Truppen der Neuen Republik greifen in der Folge unter der Führung von Admiral Ackbar die imperiale Flotte auf Jakku an. Sloane und Brentin finden unterdessen heraus, dass Rax einen geheimen Plan besitzt, nach dem entführte Kinder zu Kämpfern und Mördern ausgebildet werden sollen. Es soll sich später herausstellen, dass Brendol Hux, Vater des späteren General Armitage Hux, dieses Programm erfand und die Erste Ordnung es noch Jahre später nutzen wird, um neue Sturmtruppen auszubilden. Sloane wird schlussendlich von Norra Wexley gefunden, doch sie tötet sie noch nicht, um gemeinsam mit ihrer Rivalin herauszufinden, was Rax auf dem Planeten versteckt hält. Die Republik gewinnt in der Schlacht die Oberhand und kann wichtige Erfolge verzeichnen. Rax offenbart Sloane seinen Plan, den bereits der Imperator eingefädelt hatte, nach dem das Observatorium von Jakku den Planeten mitsamt den republikanischen und imperialen Truppen zerstören soll, während Rax und eine Handvoll Sternzerstörer in den Unbekannten Regionen der Galaxis das Imperium neu aufbauen und vom entstehenden Chaos in der Galaxis profitieren sollen. Doch der Plan scheitert, da Sloane Rax tötet. Die Neue Republik gewinnt die Schlacht um Jakku, kurze Zeit später kapituliert das Imperium vollständig. Leia bringt auf Chandrila ihren Sohn Ben Solo zur Welt. Wedge Antilles baut auf Hosnian Prime eine Fliegerakademie auf, in der Norra Wexley als Ausbilderin und ihr Sohn Snap Wexley als Schüler Teil haben werden.
- ISBN (englisch): 978-1-1019-6696-9

- ISBN (deutsch): 978-3-7341-6117-9

### Blutlinie
Blutlinie (Originaltitel: Bloodline) ist ein am 3. Mai 2016 bei Del Rey veröffentlichter Roman von Claudia Gray. Die deutsche Version wurde durch Timothy Stahl übersetzt und erschien am 19. September 2016 bei Panini. Die Handlung spielt knapp sechs Jahre vor den Ereignissen von Das Erwachen der Macht und dreht sich um Leia Organa und ihren Dienst im galaktischen Senat der Neuen Republik. Es beschreibt die politischen und gesellschaftlichen Zustände der Galaxis, die schlussendlich zur Bildung der Ersten Ordnung und des Widerstands führen, die die zentralen Fraktionen in Das Erwachen der Macht bilden.
Der Zustand der Neuen Republik und vor allem des galaktischen Senats beunruhigen Leia Organa seit langer Zeit. Der Senat ist vor allem durch Inaktivität, Passivität und Parteienkämpfe gelähmt. Auf der einen Seite stehen die Populisten, unter ihnen Leia Organa, die für die Autonomie der einzelnen Planeten eintreten und jegliche Konzentrierung der Macht ablehnen. Ihr gegenüber stehen die Zentristen, die eine zentralisierte galaktische Regierung anstreben. Leia, die innerlich bereits ihren Rückzug aus der aktiven Politik plant, meldet sich freiwillig, als im Senat über den Aufstieg eines kriminellen Kartells diskutiert wird, das von Rinnrivin Di angeführt werden soll. Sie reist auf den Planeten Bastatha, um die Anschuldigungen zu untersuchen. Doch sie ist nicht allein, denn der junge, charismatische Zentrist Ransolm Casterfo schließt sich ihrer Mission an, um eine überparteiliche Untersuchung zu ermöglichen. Leia verabscheut diesen, da er eine aus ihrer Sicht unerklärliche Anziehung für imperiale Artefakte und Andenken zeigt. Auf Bastatha wird Leia, so wie sie es bereits erwartet hatte, von Di entführt. Casterfo gelingt es, sie zu befreien und gemeinsam fliehen sie vom Planeten. Leia beginnt, ihre ursprüngliche Abneigung ihm gegenüber zu überdenken, da sie gemeinsam davon überzeugt sind, dass eine größere Macht hinter Dis Aufstieg stecken muss.
Im galaktischen Senat auf Hosnian Prime wird unterdessen über die Einführung eines Ersten Senators diskutiert, der das neue Oberhaupt der Galaxis werden soll. Leia, von der Idee einer solch machtvollen Position nicht angetan, muss aber schon bald eingestehen, dass sie die wohl einzige Kandidatin der Populisten sein wird, die eine realistische Chance hat, die Wahl zu gewinnen. Überzeugt davon, dass sie die Galaxis vor dem Untergang retten kann, beginnt sie sich mit dieser Position anzufreunden. Sie überlebt nur knapp einen Bombenanschlag auf den galaktischen Senat. Organa, Casterfo und Leias Assistentin Greer Sonnel entdecken eine paramilitärische Organisation auf dem Planeten Daxam IV, die sich selbst Amaxine nennen. Lady Carise Sindian, eine Senatorin, erfährt, dass Leia Organa in Wahrheit die Tochter des Sith-Lords Darth Vader ist. Leia hatte dieses Geheimnis nie öffentlich gelüftet, nur die wenigsten ihrer engsten Vertrauten wissen überhaupt davon. Carise Sindian stellt sich jedoch als Mitglied der neuen Ersten Ordnung heraus, einer Gruppe aus Sympathisanten des Imperiums, die im Geheimen den Fall der Neuen Republik und die Ergreifung der Macht planen. Sie stehen auch hinter den Amaxinen. Sindian bringt Casterfo dazu, Leias leiblichen Vater im Senat zu verkünden. Der Großteil des Senats und auch der Öffentlichkeit stellt sich in der Folge gegen Leia, die ihre Kandidatur als Erste Senatorin zurückziehen muss und ihren großen Einfluss im Senat verliert. Vom Verrat Casterfos erschüttert, führt sie eine Operation mit Greer Sonnel und dem X-Flügler-Piloten Joph Seastriker auf dem Planeten Sibensko an, zu dem sie Di zurückverfolgen konnte. Dort entdecken sie eine geheime militärische Basis der Amaxinen, die zahlreiche Kämpfer, Raumschiffe, Waffen und Sprengstoffe beherbergt. Leia gelingt mit Hilfe ihres Ehemanns Han Solo in letzter Sekunde die Flucht von der Basis, die nach einem Feuergefecht samt Rinnrivin Di zerstört wird.
Organa, im Besitz aller nötigen Beweise, um eine großangelegte Gefahr für die Neue Republik durch die Amaxine zu beweisen, präsentiert ihre Entdeckungen dem Senat, vor dem sie nur sprechen darf, weil Casterfo die entscheidende Stimme für sie abgegeben hat. Carise Sindian gelingt es, durch Manipulation der Aufzeichnungen Casterfo als Anführer der Amaxine darzustellen, der daraufhin von der Neuen Republik verhaftet wird. Ebenso sorgt sie für ein tödliches Attentat auf den populistischen Kandidaten für den Ersten Senator, was zu weiterem Chaos führt. Die Abstimmung wird daraufhin vertagt. Da Leia durch die Vernichtung der Basis der Amaxine Casterfos Unschuld nicht beweisen kann, droht diesem auf seinem Heimatplaneten durch Verrat die Todesstrafe. Leia realisiert, dass der Senat zu verdorben ist, um gerettet zu werden und beruft ein geheimes Treffen ein, zu dem ihre engsten Vertrauten, Wegbegleiter und Sympathisanten eingeladen sind, darunter Greer Sonnel, Joph Seastriker, Nien Nunb, Admiral Ackbar und Snap Wexley. Sie verkündet die Gründung des Widerstands, einer Untergrundorganisation, die die Neue Republik retten und den Frieden in der Galaxis wahren soll.
- ISBN (englisch): 9780-3455-1136-2

- ISBN (deutsch): 978-3-8332-3354-8

### Die Hohe Republik
Seit Frühjahr 2021 erscheint eine Reihe von Büchern, Kurzgeschichten und Comics über Die Hohe Republik, 200 bis 300 Jahre vor den Ereignissen aus Star Wars Episode I – Die Dunkle Bedrohung.

## Legends – Titelübersicht nach US-Verlagen

### Legende
Die hier aufgelisteten Werke handeln nicht mehr innerhalb des offiziellen Star-Wars-Kanons, auch wenn die Charaktere und die beschriebenen Geschichten teilweise oder gänzlich in Werken vorkommen, die Teil des Kanon sind. Die folgenden Werke zählen zum ehemaligen erweiterten Universum bzw. dem ehemaligen Kanon von Star Wars. Diese werden auch in aktuellen Ausgaben als Legends geführt.
NiR = Nummer innerhalb der Reihe
Bedeutung der Einträge in der Spalte H:
- J = Jugendroman
- K = Kurzgeschichten

Bedeutung der Einträge in der Spalte Ära:
| Abkürzung | Ära                                 | Zeitraum                                                       |
| --------- | ----------------------------------- | -------------------------------------------------------------- |
| VR        | Vorrepublikanische Ära              | zwischen 37.000 und 25.000 Jahren vor der Schlacht von Yavin   |
| AR        | Alte Republik                       | zwischen 5.000 und 67 Jahren vor der Schlacht von Yavin        |
| GI        | Aufstieg des galaktischen Imperiums | zwischen 67 und 2 Jahren vor der Schlacht von Yavin            |
| R         | Rebellion                           | zwischen 2 Jahren vor und 5 Jahren nach der Schlacht von Yavin |
| NR        | Neue Republik                       | zwischen 5 und 25 Jahren nach der Schlacht von Yavin           |
| J         | Neuer Jedi-Orden                    | zwischen 25 und 40 Jahren nach der Schlacht von Yavin          |
| V         | Vermächtnis-Ära                     | ab 40 Jahren nach der Schlacht von Yavin                       |

### Bantam Spectra
|                                | Englisch                          | Englisch |     | Deutsch                                     | Deutsch   | Deutsch | Deutsch                         |                                                              |       |                                                                |
| Autor(en)                      | Titel                             | Veröff.  | NiR | Titel                                       | Verlag    | Veröff. | Miniserientitel                 | H                                                            | Ära   | Bemerkungen                                                    |
| ------------------------------ | --------------------------------- | -------- | --- | ------------------------------------------- | --------- | ------- | ------------------------------- | ------------------------------------------------------------ | ----- | -------------------------------------------------------------- |
| George Lucas, Alan Dean Foster | Episode IV – A New Hope           | 1976     |     | Krieg der Sterne                            | Goldmann  | 1978    |                                 | A, S                                                         | R     | Blanvalet: Episode IV – Eine neue Hoffnung                     |
| Timothy Zahn                   | Heir to the Empire                | 1991     | 1   | Erben des Imperiums                         | Goldmann  | 1992    | Thrawn-Trilogie                 |                                                              | NR    |                                                                |
| Timothy Zahn                   | Dark Force Rising                 | 1992     | 2   | Die dunkle Seite der Macht                  | Goldmann  | 1993    | Thrawn-Trilogie                 |                                                              | NR    |                                                                |
| Timothy Zahn                   | The Last Command                  | 1993     | 3   | Das letzte Kommando                         | Goldmann  | 1994    | Thrawn-Trilogie                 |                                                              | NR    |                                                                |
| Kathy Tyers                    | The Truce at Bakura               | 1993     |     | Der Pakt von Bakura                         | VGS       | 1994    |                                 |                                                              | R     |                                                                |
| Kevin J. Anderson              | Jedi Search                       | 1994     | 1   | Flucht ins Ungewisse                        | VGS       | 1994    | Jedi-Akademie-Trilogie          |                                                              | NR    |                                                                |
| Kevin J. Anderson              | Dark Apprentice                   | 1994     | 2   | Der Geist des Dunklen Lords                 | VGS       | 1994    | Jedi-Akademie-Trilogie          |                                                              | NR    |                                                                |
| Kevin J. Anderson              | Champions of the Force            | 1994     | 3   | Die Meister der Macht                       | VGS       | 1994    | Jedi-Akademie-Trilogie          |                                                              | NR    |                                                                |
| Vonda McIntyre                 | The Crystal Star                  | 1994     |     | Der Kristallstern                           | VGS       | 1996    |                                 |                                                              | NR    |                                                                |
| Dave Wolverton                 | The Courtship of Princess Leia    | 1994     |     | Entführung nach Dathomir                    | VGS       | 1994    |                                 |                                                              | NR    |                                                                |
| Roger MacBride Allen           | Ambush at Corellia                | 1995     | 1   | Der Hinterhalt                              | Heyne     | 1996    | Corellia-Trilogie               |                                                              | NR    |                                                                |
| Roger MacBride Allen           | Assault on Selonia                | 1995     | 2   | Angriff auf Selonia                         | Heyne     | 1997    | Corellia-Trilogie               |                                                              | NR    |                                                                |
| Roger MacBride Allen           | Showdown at Centerpoint           | 1995     | 3   | Showdown auf Centerpoint                    | Heyne     | 1997    | Corellia-Trilogie               |                                                              | NR    |                                                                |
| Barbara Hambly                 | Children of the Jedi              | 1996     | 1   | Palpatines Auge                             | VGS       | 1996    | (inoffiziell) Callista-Trilogie |                                                              | NR    |                                                                |
| Kevin J. Anderson              | Darksaber                         | 1997     | 2   | Darksaber – Der Todesstern                  | VGS       | 1997    | (inoffiziell) Callista-Trilogie |                                                              | NR    |                                                                |
| Barbara Hambly                 | Planet of Twilight                | 1997     | 3   | Planet des Zwielichts                       | VGS       | 1999    | (inoffiziell) Callista-Trilogie |                                                              | NR    |                                                                |
| versch.                        | Tales from the Mos Eisley Cantina | 1995     | 1   | Sturm über Tatooine                         | Goldmann  | 1997    | Star Wars Tales                 | K                                                            | GI, R | 16 Kurzgeschichten zu Episode IV                               |
| versch.                        | Tales of the Bounty Hunters       | 1996*    | 2   | Kopfgeld auf Han Solo                       | Goldmann  | 1998    | Star Wars Tales                 | K                                                            | R     | 5 Kurzgeschichten zu Episode V. *erschien nach Band 3          |
| versch.                        | Tales from Jabba’s Palace         | 1995     | 3   | Palast der dunklen Sonnen                   | Goldmann  | 1999    | Star Wars Tales                 | K                                                            | R     | 19 Kurzgeschichten zu Episode VI                               |
| Michael P. Kube-McDowell       | Before the Storm                  | 1996     | 1   | Vor dem Sturm                               | VGS       | 1997    | Die Schwarze Flotte             |                                                              | NR    |                                                                |
| Michael P. Kube-McDowell       | Shield of Lies                    | 1996     | 2   | Aufmarsch der Yevethaner                    | VGS       | 1997    | Die Schwarze Flotte             |                                                              | NR    |                                                                |
| Michael P. Kube-McDowell       | Tyrant’s Test                     | 1996     | 3   | Entscheidung bei Koornacht                  | VGS       | 1998    | Die Schwarze Flotte             |                                                              | NR    |                                                                |
| Michael A. Stackpole           | Rogue Squadron                    | 1996     | 1   | Angriff auf Coruscant                       | Goldmann  | 1996    | X-Wing-Reihe                    |                                                              | NR    | Die ersten vier Bände wurden später von Blanvalet neuaufgelegt |
| Michael A. Stackpole           | Wedge’s Gamble                    | 1996     | 2   | Die Mission der Rebellen                    | Goldmann  | 1997    | X-Wing-Reihe                    |                                                              | NR    | Die ersten vier Bände wurden später von Blanvalet neuaufgelegt |
| Michael A. Stackpole           | The Krytos Trap                   | 1996     | 3   | Die teuflische Falle                        | Goldmann  | 1997    | X-Wing-Reihe                    |                                                              | NR    | Die ersten vier Bände wurden später von Blanvalet neuaufgelegt |
| Michael A. Stackpole           | The Bacta War                     | 1997     | 4   | Bacta-Piraten                               | Goldmann  | 1998    | X-Wing-Reihe                    |                                                              | NR    | Die ersten vier Bände wurden später von Blanvalet neuaufgelegt |
| Aaron Allston                  | Wraith Squadron                   | 1998     | 5   | Die Gespensterstaffel                       | Blanvalet | 1999    | X-Wing-Reihe                    |                                                              | NR    | Die ersten vier Bände wurden später von Blanvalet neuaufgelegt |
| Aaron Allston                  | Iron Fist                         | 1998     | 6   | Operation Eiserne Faust                     | Blanvalet | 1999    | X-Wing-Reihe                    |                                                              | NR    | Die ersten vier Bände wurden später von Blanvalet neuaufgelegt |
| Aaron Allston                  | Solo Command                      | 1999     | 7   | Kommando Han Solo                           | Blanvalet | 2000    | X-Wing-Reihe                    |                                                              | NR    | Die ersten vier Bände wurden später von Blanvalet neuaufgelegt |
| Michael A. Stackpole           | Isard’s Revenge                   | 1999     | 8   | Isards Rache                                | Blanvalet | 2000    | X-Wing-Reihe                    |                                                              | NR    | Die ersten vier Bände wurden später von Blanvalet neuaufgelegt |
| Aaron Allston                  | Starfighters of Adumar            | 1999     | 9   | Das letzte Gefecht                          | Blanvalet | 2004    | X-Wing-Reihe                    |                                                              | NR    | Die ersten vier Bände wurden später von Blanvalet neuaufgelegt |
| Aaron Allston                  | Mercy Kill                        | 2012     | 10  | Gnadentod                                   | Blanvalet | 2013    | X-Wing-Reihe                    |                                                              | NR    | Die ersten vier Bände wurden später von Blanvalet neuaufgelegt |
| Steve Perry                    | Shadows of the Empire             | 1996     |     | Schatten des Imperiums                      | VGS       | 1996    |                                 |                                                              | R     |                                                                |
| Kristine Kathryn Rusch         | The New Rebellion                 | 1996     |     | Rebellion der Verlorenen                    | VGS       | 1998    |                                 |                                                              | NR    |                                                                |
| John Whitman                   | Eaten Alive                       | 1997     | 1   | Lebendig begraben                           | VGS       | 1998    | Galaxy of Fear                  | J                                                            | R     | Erschienen auf Deutsch als Doppelbände                         |
| John Whitman                   | City of the Dead                  | 1997     | 2   | Stadt der Toten                             | VGS       | 1998    | Galaxy of Fear                  | J                                                            | R     | Erschienen auf Deutsch als Doppelbände                         |
| John Whitman                   | Planet Plague                     | 1997     | 3   | Tödliches Vermächtnis                       | VGS       | 1999    | Galaxy of Fear                  | J                                                            | R     | Erschienen auf Deutsch als Doppelbände                         |
| John Whitman                   | The Nightmare Machine             | 1997     | 4   | Die Alptraummaschine                        | VGS       | 1999    | Galaxy of Fear                  | J                                                            | R     | Erschienen auf Deutsch als Doppelbände                         |
| John Whitman                   | Ghost of the Jedi                 | 1997     | 5   | Der Geist des Jedi                          | VGS       | 1999    | Galaxy of Fear                  | J                                                            | R     | Erschienen auf Deutsch als Doppelbände                         |
| John Whitman                   | Army of Terror                    | 1997     | 6   | Armee des Terrors                           | VGS       | 1999    | Galaxy of Fear                  | J                                                            | R     | Erschienen auf Deutsch als Doppelbände                         |
| John Whitman                   | The Brain Spiders                 | 1997     | 7   | –                                           |           |         | Galaxy of Fear                  | J                                                            | R     |                                                                |
| John Whitman                   | The Swarm                         | 1998     | 8   | –                                           |           |         | Galaxy of Fear                  | J                                                            | R     |                                                                |
| John Whitman                   | Spore                             | 1998     | 9   | –                                           |           |         | Galaxy of Fear                  | J                                                            | R     |                                                                |
| John Whitman                   | The Doomsday Ship                 | 1998     | 10  | –                                           |           |         | Galaxy of Fear                  | J                                                            | R     |                                                                |
| John Whitman                   | Clones                            | 1998     | 11  | –                                           |           |         | Galaxy of Fear                  | J                                                            | R     |                                                                |
| John Whitman                   | The Hunger                        | 1998     | 12  | –                                           |           |         | Galaxy of Fear                  | J                                                            | R     |                                                                |
| A. C. Crispin                  | The Paradise Snare                | 1997     | 1   | Der Pilot                                   | Heyne     | 1999    | Han-Solo-Trilogie               |                                                              | GI    |                                                                |
| A. C. Crispin                  | The Hutt Gambit                   | 1997     | 2   | Der Gejagte                                 | Heyne     | 1999    | Han-Solo-Trilogie               |                                                              | GI    |                                                                |
| A. C. Crispin                  | Rebel Dawn                        | 1998     | 3   | Der König der Schmuggler                    | Heyne     | 2000    | Han-Solo-Trilogie               |                                                              | GI    |                                                                |
| Timothy Zahn                   | Specter of the Past               | 1997     | 1   | Schatten der Vergangenheit                  | Heyne     | 2000    | Die Hand von Thrawn             |                                                              | NR    |                                                                |
| Timothy Zahn                   | Vision of the Future              | 1998     | 2   | Blick in die Zukunft, Der Zorn des Admirals | Heyne     | 2000    | Die Hand von Thrawn             | Für die deutsche Veröffentlichung auf zwei Bände aufgeteilt. | NR    |                                                                |
| versch.                        | Tales from the Empire             | 1997     |     | Flucht der Rebellen                         | Blanvalet | 2003    |                                 | K                                                            | GI    | 10 Kurzgeschichten                                             |
| K. W. Jeter                    | The Mandalorian Armor             | 1998     | 1   | Die Mandalorianische Rüstung                | Heyne     | 2001    | Kopfgeldjägerkrieg-Trilogie     |                                                              | R     |                                                                |
| K. W. Jeter                    | Slave Ship                        | 1998     | 2   | Das Sklavenschiff                           | Heyne     | 2002    | Kopfgeldjägerkrieg-Trilogie     |                                                              | R     |                                                                |
| K. W. Jeter                    | Hard Merchandise                  | 1998     | 3   | Die große Verschwörung                      | Heyne     | 2002    | Kopfgeldjägerkrieg-Trilogie     |                                                              | R     |                                                                |
| Michael A. Stackpole           | I, Jedi                           | 1998     |     | Der Kampf des Jedi                          | Heyne     | 2001    |                                 |                                                              | NR    |                                                                |
| versch.                        | Tales from the New Republic       | 1999     |     | Kampf um die Neue Republik                  | Blanvalet | 2004    |                                 | K                                                            | NR    | 11 Kurzgeschichten                                             |

### Del Rey
|                                              | Englisch                                       | Englisch |                        | Deutsch                                             | Deutsch   | Deutsch | Deutsch                        |      |        | |
| Autor(en)                                    | Titel                                          | Veröff.  | NiM                    | Titel                                               | Verlag    | Veröff. | Miniserientitel                | H    | Ära    | Bemerkungen |
| -------------------------------------------- | ---------------------------------------------- | -------- | ---------------------- | --------------------------------------------------- | --------- | ------- | ------------------------------ | ---- | ------ | --- |
| Michael Reaves                               | Jedi Twilight                                  | 2008     | 1                      | Im Zwielicht                                        | Panini    | 2014    | Coruscant Nights               |      | GI     | |
| Michael Reaves                               | Street of Shadows                              | 2008     | 2                      | Straße der Schatten                                 | Panini    | 2015    | Coruscant Nights               |      | GI     | |
| Michael Reaves                               | Patterns of Force                              | 2009     | 3                      | Schablonen der Macht                                | Panini    | 2015    | Coruscant Nights               |      | GI     | |
| Michael Reaves, Maya Kathryn Bohnhoff        | The Last Jedi                                  | 2013     |                        | Der letzte Jedi-Ritter                              | Blanvalet | 2014    |                                |      | GI     | war ursprünglich als 4. Teil der Coruscant Nights-Reihe geplant, wurde schließlich als Einzelwerk vermarktet                                                                             |
| Drew Karpyshyn                               | Path of Destruction                            | 2006     | 1                      | Schöpfer der Dunkelheit                             | Blanvalet | 2007    | Darth-Bane-Trilogie            |      | AR     | |
| Drew Karpyshyn                               | Rule of Two                                    | 2007     | 2                      | Die Regel der Zwei                                  | Blanvalet | 2008    | Darth-Bane-Trilogie            |      | AR     | |
| Drew Karpyshyn                               | Dynasty of Evil                                | 2009     | 3                      | Dynastie des Bösen                                  | Blanvalet | 2011    | Darth-Bane-Trilogie            |      | AR     | |
| Aaron Alston                                 | Outcast                                        | 2009     | 1                      | Der Ausgestoßene                                    | Blanvalet | 2010    | Das Verhängnis der Jedi-Ritter |      | V      | |
| Christie Golden                              | Omen                                           | 2009     | 2                      | Omen                                                | Blanvalet | 2010    | Das Verhängnis der Jedi-Ritter |      | V      | |
| Troy Denning                                 | Abyss                                          | 2009     | 3                      | Abgrund                                             | Blanvalet | 2010    | Das Verhängnis der Jedi-Ritter |      | V      | |
| Aaron Alston                                 | Backlash                                       | 2010     | 4                      | Rückschlag                                          | Blanvalet | 2010    | Das Verhängnis der Jedi-Ritter |      | V      | |
| Christie Golden                              | Allies                                         | 2010     | 5                      | Die Verbündeten                                     | Blanvalet | 2011    | Das Verhängnis der Jedi-Ritter |      | V      | |
| Troy Denning                                 | Vortex                                         | 2010     | 6                      | Im Vortex                                           | Blanvalet | 2011    | Das Verhängnis der Jedi-Ritter |      | V      | |
| Aaron Alston                                 | Conviction                                     | 2011     | 7                      | Verurteilung                                        | Blanvalet | 2011    | Das Verhängnis der Jedi-Ritter |      | V      | |
| Christie Golden                              | Ascension                                      | 2011     | 8                      | Aufstieg                                            | Blanvalet | 2012    | Das Verhängnis der Jedi-Ritter |      | V      | |
| Troy Denning                                 | Apocalypse                                     | 2012     | 9                      | Apokalypse                                          | Blanvalet | 2013    | Das Verhängnis der Jedi-Ritter |      | V      | |
| Aaron Alston                                 | Betrayal                                       | 2006     | 1                      | Intrigen                                            | Blanvalet | 2008    | Wächter der Macht              |      | V      | |
| Karen Traviss                                | Bloodlines                                     | 2006     | 2                      | Blutlinien                                          | Blanvalet | 2009    | Wächter der Macht              |      | V      | |
| Troy Denning                                 | Tempest                                        | 2006     | 3                      | Sturmfront                                          | Blanvalet | 2009    | Wächter der Macht              |      | V      | |
| Aaron Alston                                 | Exile                                          | 2007     | 4                      | Exil                                                | Blanvalet | 2009    | Wächter der Macht              |      | V      | |
| Karen Traviss                                | Sacrifice                                      | 2007     | 5                      | Opfer                                               | Blanvalet | 2009    | Wächter der Macht              |      | V      | |
| Troy Denning                                 | Inferno                                        | 2007     | 6                      | Inferno                                             | Blanvalet | 2009    | Wächter der Macht              |      | V      | |
| Aaron Alston                                 | Fury                                           | 2007     | 7                      | Zorn                                                | Blanvalet | 2010    | Wächter der Macht              |      | V      | |
| Karen Traviss                                | Revelation                                     | 2008     | 8                      | Enthüllungen                                        | Blanvalet | 2010    | Wächter der Macht              |      | V      | |
| Troy Denning                                 | Invincible                                     | 2008     | 9                      | Sieg                                                | Blanvalet | 2010    | Wächter der Macht              |      | V      | |
| Michael Reaves, Steve Perry                  | Battle Surgeons                                | 2004     | 1                      | Unter Feuer                                         | Blanvalet | 2011    | MedStar                        |      | AR     | |
| Michael Reaves, Steve Perry                  | Jedi Healer                                    | 2004     | 2                      | Jedi-Heilerin                                       | Blanvalet | 2011    | MedStar                        |      | AR     | |
| R. A. Salvatore                              | Vector Prime                                   | 1999     | 1                      | Die Abtrünnigen                                     | Blanvalet | 2000    | Das Erbe der Jedi-Ritter       |      | J      | |
| Michael A. Stackpole                         | Dark Tide I: Onslaught                         | 2000     | 2                      | Die schwarze Flut                                   | Blanvalet | 2001    | Das Erbe der Jedi-Ritter       |      | J      | |
| Michael A. Stackpole                         | Dark Tide II: Ruin                             | 2000     | 3                      | Das Verderben                                       | Blanvalet | 2002    | Das Erbe der Jedi-Ritter       |      | J      | |
| James Luceno                                 | Hero’s Trial                                   | 2000     | 4                      | Der Untergang                                       | Blanvalet | 2003    | Das Erbe der Jedi-Ritter       |      | J      | |
| James Luceno                                 | Jedi Eclipse                                   | 2000     | 5                      | Die letzte Chance                                   | Blanvalet | 2003    | Das Erbe der Jedi-Ritter       |      | J      | |
| Kathy Tyers                                  | Balance Point                                  | 2000     | 6                      | Planet der Verlorenen                               | Blanvalet | 2003    | Das Erbe der Jedi-Ritter       |      | J      | |
| Greg Keyes                                   | Edge of Victory I: Conquest                    | 2001     | 7                      | Anakin und die Yuuzhan Vong                         | Blanvalet | 2004    | Das Erbe der Jedi-Ritter       |      | J      | |
| Greg Keyes                                   | Edge of Victory II: Rebirth                    | 2001     | 8                      | Die Verheißung                                      | Blanvalet | 2004    | Das Erbe der Jedi-Ritter       |      | J      | |
| Troy Denning                                 | Star by Star                                   | 2001     | 9                      | Das Ultimatum                                       | Blanvalet | 2005    | Das Erbe der Jedi-Ritter       |      | J      | |
| Elaine Cunningham                            | Dark Journey                                   | 2002     | 10                     | Jainas Flucht                                       | Blanvalet | 2005    | Das Erbe der Jedi-Ritter       |      | J      | |
| Aaron Alston                                 | Rebel Dream                                    | 2002     | 11                     | Rebellenträume                                      | Blanvalet | 2005    | Das Erbe der Jedi-Ritter       |      | J      | |
| Aaron Alston                                 | Rebel Stand                                    | 2002     | 12                     | Aufstand der Rebellen                               | Blanvalet | 2006    | Das Erbe der Jedi-Ritter       |      | J      | |
| Matthew Stover                               | Traitor                                        | 2002     | 13                     | Verräter                                            | Blanvalet | 2006    | Das Erbe der Jedi-Ritter       |      | J      | |
| Walter Jon Williams                          | Destiny’s Way                                  | 2002     | 14                     | Wege des Schicksals                                 | Blanvalet | 2006    | Das Erbe der Jedi-Ritter       |      | J      | |
| Sean Williams, Shane Dix                     | Force Heretic 1: Remnant                       | 2002     | 15                     | Die Ruinen von Coruscant                            | Blanvalet | 2007    | Das Erbe der Jedi-Ritter       |      | J      | |
| Sean Williams, Shane Dix                     | Force Heretic 2: Refugee                       | 2002     | 16                     | Der verschollene Planet                             | Blanvalet | 2007    | Das Erbe der Jedi-Ritter       |      | J      | |
| Sean Williams, Shane Dix                     | Force Heretic 3: Reunion                       | 2002     | 17                     | Wider alle Hoffnung                                 | Blanvalet | 2007    | Das Erbe der Jedi-Ritter       |      | J      | |
| Greg Keyes                                   | The Final Prophecy                             | 2003     | 18                     | Die letzte Prophezeiung                             | Blanvalet | 2007    | Das Erbe der Jedi-Ritter       |      | J      | |
| James Luceno                                 | The Unifying Force                             | 2003     | 19                     | Vereint durch die Macht                             | Blanvalet | 2007    | Das Erbe der Jedi-Ritter       |      | J      | |
| Troy Denning                                 | Recovery                                       | 2001     |                        | Genesung                                            | Blanvalet | 2005    | Das Erbe der Jedi-Ritter       | K    | J      | |
| Walter Jon Williams                          | Ylesia                                         | 2002     | Ylesia                 | 2006                                                | Blanvalet |         | Das Erbe der Jedi-Ritter       | K    | J      | |
| Karen Traviss                                | Hard Contact                                   | 2004     | 1                      | Feindkontakt                                        | Dino      | 2005    | Republic Commando              |      | AR     | |
| Karen Traviss                                | Triple Zero                                    | 2006     | 2                      | Triple Zero                                         | Dino      | 2006    | Republic Commando              |      | AR     | |
| Karen Traviss                                | True Colors                                    | 2007     | 3                      | True Colors                                         | Dino      | 2008    | Republic Commando              |      | AR     | |
| Karen Traviss                                | Order 66                                       | 2008     | 4                      | Order 66                                            | Dino      | 2008    | Republic Commando              |      | AR     | |
| Karen Traviss                                | The Clone Wars: Novel                          | 2008     | 1                      | The Clone Wars (Jugendroman)                        | Blanvalet | 2009    | The Clone Wars                 |      | AR     | |
| Karen Miller                                 | Wild Space                                     | 2008     | 2                      | Wilder Raum                                         | Blanvalet | 2009    | The Clone Wars                 |      | AR     | |
| Karen Travisss                               | No Prisoners                                   | 2009     | 3                      | Keine Gefangenen                                    | Blanvalet | 2010    | The Clone Wars                 |      | AR     | |
| Karen Miller                                 | Clone Wars Gambit – Stealth                    | 2010     | 4                      | Im Verborgenen                                      | Blanvalet | 2011    | The Clone Wars                 |      | AR     | |
| Karen Miller                                 | Clone Wars Gambit – Siege                      | 2010     | 5                      | Unter Belagerung                                    | Blanvalet | 2012    | The Clone Wars                 |      | AR     | |
| Troy Denning                                 | The Joiner King                                | 2005     | 1                      | Die Königsdrohne                                    | Blanvalet | 2008    | Dunkles Nest                   |      | J      | |
| Troy Denning                                 | The Unseen Queen                               | 2005     | 2                      | Die verborgene Königin                              | Blanvalet | 2008    | Dunkles Nest                   |      | J      | |
| Troy Denning                                 | The Swarm War                                  | 2005     | 3                      | Der Schwarmkrieg                                    | Blanvalet | 2008    | Dunkles Nest                   |      | J      | |
| L. Neil Smith                                | Lando Calrissian and the Flamewind of Oseon    | 1983     | 2                      | Lando Calrissian und der Flammenwind von Oseon      | Goldmann  | 1985    | Lando-Calrissian-Trilogie      |      | GI     | 1994 erschienen alle drei Romane in einem Sammelband namens The Lando Calrissian Adventures. Dieser erschien unter dem Titel Lando Calrissian: Rebell des Sonnensystems auch auf Deutsch |
| L. Neil Smith                                | Lando Calrissian and the Mindharp of Sharu     | 1983     | 1                      | Lando Calrissian und die Geistharfe von Sharu       | Goldmann  | 1984    | Lando-Calrissian-Trilogie      |      | GI     | 1994 erschienen alle drei Romane in einem Sammelband namens The Lando Calrissian Adventures. Dieser erschien unter dem Titel Lando Calrissian: Rebell des Sonnensystems auch auf Deutsch |
| L. Neil Smith                                | Lando Calrissian and the Starcave of ThonBoka  | 1983     | 3                      | Lando Calrissian und die Sternenhöhle von Thon Boka | Goldmann  | 1985    | Lando-Calrissian-Trilogie      |      | GI     | 1994 erschienen alle drei Romane in einem Sammelband namens The Lando Calrissian Adventures. Dieser erschien unter dem Titel Lando Calrissian: Rebell des Sonnensystems auch auf Deutsch |
| Sean Williams                                | Fatal Alliance                                 | 2010     |                        | Eine unheilvolle Allianz                            | Panini    | 2010    | The Old Republic               |      | AR     | |
| Paul S. Kemp                                 | Deceived                                       | 2011     | Betrogen               | 2011                                                | Panini    |         | The Old Republic               |      | AR     | |
| Drew Karpyshyn                               | Revan                                          | 2011     | Revan                  | 2012                                                | Panini    |         | The Old Republic               |      | AR     | |
| Drew Karpyshyn                               | Annihilation                                   | 2012     | Vernichtung            | 2013                                                | Panini    |         | The Old Republic               |      | AR     | |
| Brian Daley                                  | Han Solo at Stars’ End                         | 1979     | 1                      | Han Solo auf Stars’ End                             | Goldmann  | 1980    | Han Solos Abenteuer            |      | GI     | 1992 erschienen alle drei Romane in einem Sammelband namens The Han Solo Adventures. Dieser erschien unter dem Titel Han Solos Abenteuer auch auf Deutsch                                |
| Brian Daley                                  | Han Solo’s Revenge                             | 1979     | 2                      | Han Solos Rache                                     | Goldmann  | 1980    | Han Solos Abenteuer            |      | GI     | 1992 erschienen alle drei Romane in einem Sammelband namens The Han Solo Adventures. Dieser erschien unter dem Titel Han Solos Abenteuer auch auf Deutsch                                |
| Brian Daley                                  | Han Solo and the Lost Legacy                   | 1980     | 3                      | Han Solo und das verlorene Vermächtnis              | Goldmann  | 1982    | Han Solos Abenteuer            | GI   |        | 1992 erschienen alle drei Romane in einem Sammelband namens The Han Solo Adventures. Dieser erschien unter dem Titel Han Solos Abenteuer auch auf Deutsch                                |
| James Khan                                   | Episode VI – Return of the Jedi                | 1983     |                        | Die Rückkehr der Jedi-Ritter                        | Goldmann  | 1983    |                                | A, S | R      | Blanvalet: Episode VI – Die Rückkehr der Jedi-Ritter |
| Terry Brooks                                 | Episode I – The Phantom Menace                 | 1999     |                        | Episode I – Die dunkle Bedrohung                    | Blanvalet | 1999    |                                | A, S | AR     | |
| Greg Bear                                    | Rogue Planet                                   | 2000     | Planet der Verräter    | 2001                                                | Blanvalet |         |                                |      | AR     | |
| James Luceno                                 | Cloak of Deception                             | 2001     | Schleier der Täuschung | 2012                                                | Blanvalet |         |                                |      | AR     | |
| James Luceno                                 | Darth Maul – Saboteur                          | 2001     |                        | –                                                   |           |         |                                | K    | AR     | Ebook |
| Alan Dean Foster                             | The Approaching Storm                          | 2002     |                        | Ein Sturm zieht auf                                 | Blanvalet | 2008    |                                |      | AR     | |
| R. A. Salvatore                              | Episode II – Attack of the Clones              | 2002     |                        | Episode II – Angriff der Klonkrieger                | Blanvalet | 2002    | A, S                           |      | AR     | |
| Voronica Whitney-Robinson, W. Haden Blackman | The Ruins of Dantooine                         | 2003     |                        | Aus den Trümmern Dantooines                         | Panini    | 2014    |                                |      | R      | |
| Troy Denning                                 | Tatooine Ghost                                 | 2003     |                        | Der Geist von Tatooine                              | Blanvalet | 2011    |                                |      | NR     | |
| Matthew Stover                               | Shatterpoint                                   | 2003     |                        | Mace Windu und die Armee der Klone                  | Blanvalet | 2005    |                                |      | AR     | |
| Troy Denning                                 | A Forest Apart                                 | 2003     |                        | Eine andere Art von Wald                            | Blanvalet | 2011    |                                |      | NR     | |
| David Sherman, Dan Cragg                     | Jedi Trial                                     | 2004     |                        | Die Feuertaufe                                      | Blanvalet | 2004    |                                |      | AR     | |
| Timothy Zahn                                 | Survivor’s Quest                               | 2004     |                        | Die Verschollenen                                   | Blanvalet | 2007    |                                |      | NR     | knüpft an die Hand-von-Thrawn-Trilogie an |
| Steven Barnes                                | The Hive                                       | 2004     |                        | –                                                   |           |         |                                | K    | AR     | Ebook |
| Steven Barnes                                | The Cestus Deception                           | 2004     |                        | Obi-Wan Kenobi und die Biodroiden                   | Blanvalet | 2004    |                                |      | AR     | |
| Sean Stewart                                 | Yoda – Dark Rendezvous                         | 2004     |                        | Yoda – Pfad der Dunkelheit                          | Blanvalet | 2007    |                                |      | AR     | |
| Timothy Zahn                                 | Fool’s Bargain                                 | 2004     |                        | Ein gefährlicher Handel                             | Blanvalet | 2007    |                                |      | NR     | |
| Jude Watson                                  | Secrets of the Jedi                            | 2005     |                        | Das Geheimnis der Jedi                              | Panini    | 2005    |                                |      | GI     | |
| Matthew Stover                               | Episode III – Revenge of the Sith              | 2005     |                        | Episode III – Die Rache der Sith                    | Blanvalet | 2005    |                                | A, S | AR     | |
| James Luceno                                 | Labyrinth of Evil                              | 2005     |                        | Labyrinth des Bösen                                 | Blanvalet | 2005    |                                |      | AR     | |
| James Luceno                                 | Dark Lord – The Rise of Darth Vader            | 2005     |                        | Dunkler Lord – Der Aufstieg des Darth Vader         | Blanvalet | 2006    |                                |      | GI     | |
| Timothy Zahn                                 | Outbound Flight                                | 2006     |                        | Die Kundschafter                                    | Blanvalet | 2008    |                                |      | J      | |
| Timothy Zahn                                 | Allegiance                                     | 2007     |                        | Treueschwur                                         | Blanvalet | 2008    |                                |      | R      | |
| Michael Reaves, Steve Perry                  | Death Star                                     | 2007     |                        | Die Macht des Todessterns                           | Blanvalet | 2008    |                                |      | GI     | |
| James Luceno                                 | Millennium Falcon                              | 2008     |                        | Millennium Falke                                    | Blanvalet | 2011    |                                |      | V      | |
| Sean Williams                                | The Force Unleashed                            | 2008     |                        | The Force Unleashed                                 | Panini    | 2008    |                                |      | GI     | |
| Matthew Stover                               | Luke Skywalker and the Shadows of Mindor       | 2008     |                        | Luke Skywalker und die Schatten von Mindor          | Blanvalet | 2009    |                                |      | R      | |
| Karen Traviss                                | Imperial Commando – 501st                      | 2009     |                        | Imperial Commando – Die 501.                        | Panini    | 2009    |                                |      | GI     | knüpft an die Republic-Commando-Romanreihe an |
| Joe Schreiber                                | Death Troopers                                 | 2009     |                        | Der Todeskreuzer                                    | Blanvalet | 2010    |                                |      | R      | |
| Joe Schreiber                                | Red Harvest                                    | 2010     |                        | Darth Scabrous                                      | Blanvalet | 2012    |                                |      | AR     | |
| Paul S. Kemp                                 | Crosscurrent                                   | 2010     |                        | Gegenwind                                           | Blanvalet | 2011    |                                |      | AR, V  | |
| Sean Williams                                | The Force Unleashed II                         | 2010     |                        | The Force Unleashed II                              | Panini    | 2010    |                                |      | GI     | |
| Timothy Zahn                                 | Choices of One                                 | 2011     |                        | Einsame Entscheidungen                              | Blanvalet | 2012    |                                |      | R      | |
| John Jackson Miller                          | Knight Errant                                  | 2011     |                        | Knight Errant – Jägerin der Sith                    | Blanvalet | 2012    |                                |      | AR     | |
| Michael Reaves, Maya Kathryn Bohnhoff        | Shadow Games                                   | 2011     |                        | Shadow Games – Im Schatten                          | Panini    | 2015    |                                |      | R      | |
| James Luceno                                 | Darth Plagueis                                 | 2012     |                        | Darth Plagueis                                      | Blanvalet | 2012    |                                |      | AR, GI | |
| John Jackson Miller                          | Lost Tribe of the Sith – The Collected Stories | 2012     |                        | Der Vergessene Stamm der Sith – Storys              | Blanvalet | 2013    |                                | K    | AR     | |
| Jeff Grubb                                   | Scourge                                        | 2012     |                        | Die Geißel                                          | Blanvalet | 2013    |                                |      | NR     | |
| Timothy Zahn                                 | Winner Lose All                                | 2012     |                        | –                                                   |           |         |                                | K    | R      | Ebook |
| Martha Wells                                 | Razor’s Edge                                   | 2013     |                        | Auf Messers Schneide                                | Blanvalet | 2015    | Imperium und Rebellen          |      | R      | |
| James S. A. Corey                            | Honor Among Thieves                            | 2014     | Ehre unter Dieben      |                                                     | Blanvalet | 2015    | Imperium und Rebellen          |      |        | |
| Troy Denning                                 | Crucible                                       | 2013     |                        | Feuerprobe                                          | Blanvalet | 2014    |                                |      | V      | |
| Timothy Zahn                                 | Scoundrels                                     | 2013     |                        | Glücksritter                                        | Blanvalet | 2013    |                                |      | R      | |
| John Jackson Miller                          | Kenobi                                         | 2013     |                        | Kenobi                                              | Blanvalet | 2015    |                                |      | GI     | |
| Joe Schreier                                 | Maul – Lockdown                                | 2014     |                        | Darth Maul – In Eisen                               | Blanvalet | 2014    |                                |      | AR     | |
| Michael Reaves                               | Darth Maul – Shadow Hunter                     | 2001     |                        | Darth Maul – Der Schattenjäger                      | Blanvalet | 2002    |                                |      | AR     | |
| Karen Traviss                                | Boba Fett – A Practical Man                    | 2006     |                        | Boba Fett – Ein Pragmatiker                         | Blanvalet | 2009    |                                | K    | NR     | Ebook, auf Deutsch im fünften Band der Wächter der Macht Serie erschienen |
| Paul S. Kemp                                 | Riptide                                        | 2011     |                        | Dunkle Flut                                         | Blanvalet | 2012    |                                |      | V      | |
| Alan Dean Foster                             | Splinter of the Mind’s Eye                     | 1978     |                        | Die neuen Abenteuer des Luke Skywalker              | Goldmann  | 1978    |                                |      | R      | Seit 1992 Skywalkers Rückkehr genannt |

### Scholastic
|                | Englisch                                | Englisch |                                     | Deutsch                         | Deutsch | Deutsch       | Deutsch                        |   |       |
| Autor(en)      | Titel                                   | Veröff.  | NiM                                 | Titel                           | Verlag  | Veröff.       | Miniserientitel                | H | Ära   |
| -------------- | --------------------------------------- | -------- | ----------------------------------- | ------------------------------- | ------- | ------------- | ------------------------------ | - | ----- |
| Ryder Windham  | Fire Ring Race                          | 2010     |                                     |                                 |         |               | Adventures in Hyperspace-Reihe | J | R     |
| Ryder Windham  | Shinbone Showdown                       | 2010     |                                     |                                 |         |               | Adventures in Hyperspace-Reihe | J | R     |
| Terry Bisson   | The Fight to Survive                    | 2002     | 1                                   | Der Kampf ums Überleben         | Dino    | 2003          | Boba-Fett-Reihe                |   | GI    |
| Terry Bisson   | Crossfire                               | 2002     | 2                                   | Im Kreuzfeuer                   | Dino    | 2003          | Boba-Fett-Reihe                |   | GI    |
| Elizabeth Hand | Maze of Deception                       | 2003     | 3                                   | Das Labyrinth                   | Dino    | 2003          | Boba-Fett-Reihe                |   | GI    |
| Elizabeth Hand | Hunted                                  | 2003     | 4                                   | Gejagt                          | Dino    | 2003          | Boba-Fett-Reihe                |   | GI    |
| Elizabeth Hand | A New Threat                            | 2004     | 5                                   | Eine neue Bedrohung             | Dino    | 2004          | Boba-Fett-Reihe                |   | GI    |
| Elizabeth Hand | Pursuit                                 | 2004     | 6                                   | Auf der Spur                    | Dino    | 2004          | Boba-Fett-Reihe                |   | GI    |
| Dave Wolverton | The Rising Force                        | 1999     | 1                                   | Die geheimnisvolle Macht        | Dino    | 1999          | Jedi-Padawan-Reihe             | J | AR    |
| Jude Watson    | The Dark Rival                          | 1999     | 2                                   | Der dunkle Rivale               | Dino    | 1999          | Jedi-Padawan-Reihe             | J | AR    |
| Jude Watson    | The Hidden Past                         | 1999     | 3                                   | Die gestohlene Vergangenheit    | Dino    | 1999          | Jedi-Padawan-Reihe             | J | AR    |
| Jude Watson    | The Mark of the Crown                   | 1999     | 4                                   | Das Zeichen der Krone           | Dino    | 2000          | Jedi-Padawan-Reihe             | J | AR    |
| Jude Watson    | The Defenders of the Dead               | 1999     | 5                                   | Die Rächer der Toten            | Dino    | 2000          | Jedi-Padawan-Reihe             | J | AR    |
| Jude Watson    | The Uncertain Path                      | 2000     | 6                                   | Der ungewisse Weg               | Dino    | 2000          | Jedi-Padawan-Reihe             | J | AR    |
| Jude Watson    | The Captive Temple                      | 2000     | 7                                   | Der bedrohte Tempel             | Dino    | 2000          | Jedi-Padawan-Reihe             | J | AR    |
| Jude Watson    | The Day of Reckoning                    | 2000     | 8                                   | Der Tag der Abrechnung          | Dino    | 2000          | Jedi-Padawan-Reihe             | J | AR    |
| Jude Watson    | The Fight for Truth                     | 2000     | 9                                   | Die Suche nach der Wahrheit     | Dino    | 2000          | Jedi-Padawan-Reihe             | J | AR    |
| Jude Watson    | The Shattered Peace                     | 2000     | 10                                  | Der gefährdete Frieden          | Dino    | 2000          | Jedi-Padawan-Reihe             | J | AR    |
| Jude Watson    | The Deadly Hunter                       | 2000     | 11                                  | Die tödliche Jagd               | Dino    | 2001          | Jedi-Padawan-Reihe             | J | AR    |
| Jude Watson    | The Evil Experiment                     | 2001     | 12                                  | Das teuflische Experiment       | Dino    | 2001          | Jedi-Padawan-Reihe             | J | AR    |
| Jude Watson    | The Dangerous Rescue                    | 2001     | 13                                  | Die riskante Rettung            | Dino    | 2001          | Jedi-Padawan-Reihe             | J | AR    |
| Jude Watson    | The Ties That Bind                      | 2001     | 14                                  | Die Kraft der Verbundenheit     | Dino    | 2001          | Jedi-Padawan-Reihe             | J | AR    |
| Jude Watson    | The Death of Hope                       | 2001     | 15                                  | Das Ende der Hoffnung           | Dino    | 2002          | Jedi-Padawan-Reihe             | J | AR    |
| Jude Watson    | The Call to Vengeance                   | 2001     | 16                                  | Der Schrei nach Vergeltung      | Dino    | 2002          | Jedi-Padawan-Reihe             | J | AR    |
| Jude Watson    | The Only Witness                        | 2002     | 17                                  | Die einzige Zeugin              | Dino    | 2002          | Jedi-Padawan-Reihe             | J | AR    |
| Jude Watson    | The Threat Within                       | 2002     | 18                                  | Die innere Bedrohung            | Dino    | 2002          | Jedi-Padawan-Reihe             | J | AR    |
| Jude Watson    | Deceptions                              | 2002     | 19                                  | Die schicksalhafte Täuschung    | Dino    | 2002          | Jedi-Padawan-Reihe             | J | AR    |
| Jude Watson    | The Followers                           | 2002     | 20                                  | Die dunkle Gefolgschaft         | Dino    | 2002          | Jedi-Padawan-Reihe             | J | AR    |
| Jude Watson    | Path to Truth                           | 2002     | 1                                   | Der Pfad der Erkenntnis         | Dino    | 2002          | Jedi-Quest-Reihe               | J | AR    |
| Jude Watson    | The Way of the Apprentice               | 2002     | 2                                   | Der Weg des Padawan             | Dino    | 2002          | Jedi-Quest-Reihe               | J | AR    |
| Jude Watson    | The Trail of the Jedi                   | 2002     | 3                                   | Die Spur des Jedi               | Dino    | 2003          | Jedi-Quest-Reihe               | J | AR    |
| Jude Watson    | The Dangerous Games                     | 2002     | 4                                   | Tödliche Spiele                 | Dino    | 2003          | Jedi-Quest-Reihe               | J | AR    |
| Jude Watson    | The Master of Disguise                  | 2002     | 5                                   | Meister der Täuschung           | Dino    | 2003          | Jedi-Quest-Reihe               | J | AR    |
| Jude Watson    | The School of Fear                      | 2003     | 6                                   | Die Akademie der Angst          | Dino    | 2003          | Jedi-Quest-Reihe               | J | AR    |
| Jude Watson    | The Shadow Trap                         | 2003     | 7                                   | Die Schattenfalle               | Dino    | 2004          | Jedi-Quest-Reihe               | J | AR    |
| Jude Watson    | The Moment of Truth                     | 2003     | 8                                   | Der Augenblick der Wahrheit     | Dino    | 2004          | Jedi-Quest-Reihe               | J | AR    |
| Jude Watson    | The Changing of the Guard               | 2004     | 9                                   | Wachablösung                    | Dino    | 2004          | Jedi-Quest-Reihe               | J | AR    |
| Jude Watson    | The False Peace                         | 2004     | 10                                  | Der trügerische Frieden         | Dino    | 2005          | Jedi-Quest-Reihe               | J | AR    |
| Jude Watson    | The Final Showdown                      | 2004     | 11                                  | Die letzte Machtprobe           | Dino    | 2005          | Jedi-Quest-Reihe               | J | AR    |
| Alex Wheeler   | Target                                  | 2008     | 1                                   | Im Fadenkreuz                   | Panini  | 2009          | Rebel-Force-Reihe              | J | R     |
| Alex Wheeler   | Hostage                                 | 2009     | 2                                   | Die Geisel                      | Panini  | 2009          | Rebel-Force-Reihe              | J | R     |
| Alex Wheeler   | Renegade                                | 2009     | 3                                   | Der Attentäter                  | Panini  | 2009          | Rebel-Force-Reihe              | J | R     |
| Alex Wheeler   | Firefight                               | 2009     | 4                                   | Unter Beschuss                  | Panini  | 2010          | Rebel-Force-Reihe              | J | R     |
| Alex Wheeler   | Trapped                                 | 2010     | 5                                   | In der Falle                    | Panini  | 2010          | Rebel-Force-Reihe              | J | R     |
| Alex Wheeler   | Uprising                                | 2010     | 6                                   | Der Aufstand                    | Panini  | 2011          | Rebel-Force-Reihe              | J | R     |
| Jude Watson    | The Desperate Mission                   | 2005     | 1                                   | Auf verlorenem Posten           | Dino    | 2005          | Der letzte Jedi                | J | GI    |
| Jude Watson    | Dark Warning                            | 2005     | 2                                   | Düstere Vorboten                | Dino    | 2005          | Der letzte Jedi                | J | GI    |
| Jude Watson    | Underworld                              | 2005     | 3                                   | Unterwelt                       | Dino    | 2006          | Der letzte Jedi                | J | GI    |
| Jude Watson    | Death on Naboo                          | 2006     | 4                                   | Tod auf Naboo                   | Dino    | 2006          | Der letzte Jedi                | J | GI    |
| Jude Watson    | A Tangled Web                           | 2006     | 5                                   | Im Netz des Bösen               | Dino    | 2006          | Der letzte Jedi                | J | GI    |
| Jude Watson    | Return of the Dark Side                 | 2006     | 6                                   | Die Rückkehr der Dunklen Seite  | Dino    | 2007          | Der letzte Jedi                | J | GI    |
| Jude Watson    | Secret Weapon                           | 2007     | 7                                   | Die Geheimwaffe                 | Dino    | 2007          | Der letzte Jedi                | J | GI    |
| Jude Watson    | Against the Empire                      | 2007     | 8                                   | Gegen das Imperium              | Dino    | 2007          | Der letzte Jedi                | J | GI    |
| Jude Watson    | Master of Deception                     | 2008     | 9                                   | Der Meister der Täuschung       | Dino    | 2008          | Der letzte Jedi                | J | GI    |
| Jude Watson    | Reckoning                               | 2008     | 10                                  | Die Abrechnung                  | Dino    | 2008          | Der letzte Jedi                | J | GI    |
| Jude Watson    | Legacy of the Jedi                      | 2003     |                                     | Das Vermächtnis der Jedi        | Dino    | 2004          |                                | J | GI    |
| Ryder Windham  | The Rise and Fall of Darth Vader        | 2007     |                                     | Darth Vader – Aufstieg und Fall | Panini  | 2008          |                                | J | GI, R |
| Ryder Windham  | The Life and Legend of Obi-Wan Kenobi   | 2008     | Obi-Wan Kenobi – Leben und Legende  | 2009                            | Panini  | AR, GI, R, NR |                                | J |       |
| Ryder Windham  | A New Hope – The Life of Luke Skywalker | 2009     | Luke Skywalker – Eine neue Hoffnung | 2010                            | Panini  | GI, R         |                                | J |       |
| Ryder Windham  | The Wrath of Darth Maul                 | 2012     | Darth Maul – Der dunkle Jäger       | 2012                            | Panini  | AR            |                                | J |       |
| Jude Watson    | Secrets of the Jedi                     | 2005     |                                     | Das Geheimnis der Jedi          | Dino    | 2005          |                                | J | GI    |

### Andere Verlage
|                                   | Englisch                                               | Englisch         | Englisch |                               | Deutsch                                   | Deutsch   | Deutsch                        | Deutsch                              |      |     |
| Autor(en)                         | Titel                                                  | Verlag           | Veröff.  | NiM                           | Titel                                     | Verlag    | Veröff.                        | Miniserientitel                      | H    | Ära |
| --------------------------------- | ------------------------------------------------------ | ---------------- | -------- | ----------------------------- | ----------------------------------------- | --------- | ------------------------------ | ------------------------------------ | ---- | --- |
| Joe Johnston                      | The Adventures of Teebo – A Tale of Magic and Suspense | Random House     | 1984     |                               |                                           |           |                                |                                      | J    | R   |
| Paul Cockburn                     | Jedi Dawn                                              | Boxtree          | 1993     |                               |                                           |           |                                |                                      | J    | R   |
| Paul Cockburn                     | The Bounty Hunter                                      | Boxtree          | 1994     |                               |                                           |           |                                |                                      | J    | R   |
| Paul Davids, Hollace Davids       | The Glove of Darth Vader                               | Skylark          | 1992     |                               |                                           |           |                                | Jedi Prince                          | J    | NR  |
| Paul Davids, Hollace Davids       | The Lost City of the Jedi                              | Skylark          | 1992     |                               |                                           |           |                                | Jedi Prince                          | J    | NR  |
| Paul Davids, Hollace Davids       | Zorba the Hutt’s Revenge                               | Skylark          | 1992     |                               |                                           |           |                                | Jedi Prince                          | J    | NR  |
| Paul Davids, Hollace Davids       | Mission from Mount Yoda                                | Skylark          | 1993     |                               |                                           |           |                                | Jedi Prince                          | J    | NR  |
| Paul Davids, Hollace Davids       | Queen of the Empire                                    | Skylark          | 1993     |                               |                                           |           |                                | Jedi Prince                          | J    | NR  |
| Paul Davids, Hollace Davids       | Prophets of the Dark Side                              | Skylark          | 1993     |                               |                                           |           |                                | Jedi Prince                          | J    | NR  |
| Donald F. Glut                    | Episode V – The Empire Strikes Back                    | Ballantine Books | 1980     |                               | Das Imperium schlägt zurück               | Goldmann  | 1980                           |                                      | A, S | R   |
| Nancy Richardon                   | The Golden Globe                                       | Berkley          | 1995     | 1                             |                                           |           |                                | Junior Jedi Knights                  | J    | NR  |
| Nancy Richardon                   | Lyric's World                                          | Berkley          | 1996     | 2                             |                                           |           |                                | Junior Jedi Knights                  | J    | NR  |
| Nancy Richardon                   | Promises                                               | Berkley          | 1996     | 3                             |                                           |           |                                | Junior Jedi Knights                  | J    | NR  |
| Rebecca Moesta                    | Anakin’s Quest                                         | Berkley          | 1997     | 4                             |                                           |           |                                | Junior Jedi Knights                  | J    | NR  |
| Rebecca Moesta                    | Vader’s Fortress                                       | Berkley          | 1997     | 5                             |                                           |           |                                | Junior Jedi Knights                  | J    | NR  |
| Rebecca Moesta                    | Kenobi’s Blade                                         | Berkley          | 1997     | 6                             |                                           |           |                                | Junior Jedi Knights                  | J    | NR  |
| William C. Dietz                  | Soldier for the Empire                                 | Boulevard        | 1997     | 1                             | Soldat des Imperiums                      | Ehapa     | 1997                           | Star Wars Stories                    |      | R   |
| William C. Dietz                  | Rebel Agent                                            | Boulevard        | 1998     | 2                             | –                                         |           |                                | Star Wars Stories                    | NR   |     |
| William C. Dietz                  | Jedi Knight                                            | Boulevard        | 1998     | 3                             | –                                         |           |                                | Star Wars Stories                    | NR   |     |
| Kevin J. Anderson, Rebecca Moesta | Heirs to the Force                                     | Boulevard        | 1995     | 1                             | Die Hüter der Macht                       | VGS       | 1998                           | Young Jedi Knights                   |      | NR  |
| Kevin J. Anderson, Rebecca Moesta | Shadow Academy                                         | Boulevard        | 1995     | 2                             | Akademie der Verdammten                   | VGS       | 1998                           | Young Jedi Knights                   |      | NR  |
| Kevin J. Anderson, Rebecca Moesta | The Lost Ones                                          | Boulevard        | 1996     | 3                             | Die Verlorenen                            | VGS       | 1998                           | Young Jedi Knights                   |      | NR  |
| Kevin J. Anderson, Rebecca Moesta | Lightsabers                                            | Boulevard        | 1996     | 4                             | Lichtschwerter                            | VGS       | 1998                           | Young Jedi Knights                   |      | NR  |
| Kevin J. Anderson, Rebecca Moesta | Darkest Knight                                         | Boulevard        | 1996     | 5                             | Die Rückkehr des Dunklen Ritters          | VGS       | 1998                           | Young Jedi Knights                   |      | NR  |
| Kevin J. Anderson, Rebecca Moesta | Jedi Under Siege                                       | Boulevard        | 1997     | 6                             | Angriff auf Yavin 4                       | VGS       | 1998                           | Young Jedi Knights                   |      | NR  |
| Kevin J. Anderson, Rebecca Moesta | Shards of Alderaan                                     | Boulevard        | 1997     | 7                             | Die Trümmer von Alderaan                  | VGS       | 1998                           | Young Jedi Knights                   |      | NR  |
| Kevin J. Anderson, Rebecca Moesta | Diversity Alliance                                     | Boulevard        | 1997     | 8                             | Allianz der Vergessenen                   | VGS       | 1998                           | Young Jedi Knights                   |      | NR  |
| Kevin J. Anderson, Rebecca Moesta | Delusions of Grandeur                                  | Boulevard        | 1997     | 9                             | Stimmen des Zorns                         | VGS       | 1999                           | Young Jedi Knights                   |      | NR  |
| Kevin J. Anderson, Rebecca Moesta | Jedi Bounty                                            | Boulevard        | 1997     | 10                            | Gefangen auf Ryloth                       | VGS       | 1999                           | Young Jedi Knights                   |      | NR  |
| Kevin J. Anderson, Rebecca Moesta | The Emperor’s Plague                                   | Boulevard        | 1998     | 11                            | Das Vermächtnis des Imperiums             | VGS       | 2000                           | Young Jedi Knights                   |      | NR  |
| Kevin J. Anderson, Rebecca Moesta | Return to Ord Mantell                                  | Boulevard        | 1998     | 12                            | –                                         |           |                                | Young Jedi Knights                   |      | NR  |
| Kevin J. Anderson, Rebecca Moesta | Trouble on Cloud City                                  | Boulevard        | 1998     | 13                            | –                                         |           |                                | Young Jedi Knights                   |      | NR  |
| Kevin J. Anderson, Rebecca Moesta | Crisis at Crystal Reef                                 | Boulevard        | 1998     | 14                            | –                                         |           |                                | Young Jedi Knights                   |      | NR  |
| Sue Behrent                       | The Way of the Jedi                                    | Grosset & Dunlap | 2008     |                               | Der Weg des Jedi                          | Panini    | 2011                           | The Clone Wars – Du entscheidest     |      | GI  |
| Tracey West                       | The Lost Legion                                        | Grosset & Dunlap | 2009     | Die verlorene Legion          | 2011                                      | Panini    |                                | The Clone Wars – Du entscheidest     |      | GI  |
| Sue Behrent                       | Tethan Battle Adventure                                | Grosset & Dunlap | 2009     | Schlacht um Teth              | 2011                                      | Panini    |                                | The Clone Wars – Du entscheidest     |      | GI  |
| Jonathan Green                    | Crisis on Coruscant                                    | Grosset & Dunlap | 2010     | Die Coruscant-Krise           | 2012                                      | Panini    |                                | The Clone Wars – Du entscheidest     |      | GI  |
| Sue Behrent                       | Dooku’s Secret Army                                    | Grosset & Dunlap | 2010     | Dookus geheime Armee          | 2012                                      | Panini    |                                | The Clone Wars – Du entscheidest     |      | GI  |
| Ryder Windham                     | Breakout Squad                                         | Grosset & Dunlap | 2009     |                               | Das Breakout-Team                         | Panini    | 2011                           | The Clone Wars – In geheimer Mission | J    | GI  |
| Ryder Windham                     | Curse of the Black Hole Pirates                        | Grosset & Dunlap | 2010     | Piratenfluch                  |                                           | Panini    | 2011                           | The Clone Wars – In geheimer Mission | J    | GI  |
| Ryder Windham                     | Duel at Shattered Rock                                 | Grosset & Dunlap | 2011     | Duell in der Felsenschlucht   | 2012                                      | Panini    |                                | The Clone Wars – In geheimer Mission | J    | GI  |
| Ryder Windham                     | Guardians of the Chiss Key                             | Grosset & Dunlap | 2012     | Der Schlüssel der Chiss       | 2012                                      | Panini    |                                | The Clone Wars – In geheimer Mission | J    | GI  |
| Tim Lebbon                        | Dawn of the Jedi: Into the Void                        | LucasBooks       | 2013     |                               | Der Aufstieg der Jedi-Ritter – Ins Nichts | Blanvalet | 2014                           |                                      |      | VR  |
| Ian Doescher                      | Verily, A New Hope                                     | Quirk Books      | 2013     | Fürwahr, eine neue Hoffnung   | Panini                                    | 2014      | William Shakespeares Star Wars |                                      |      |     |
| Ian Doescher                      | The Empire Striketh Back                               | Quirk Books      | 2014     | Das Imperium schlägt zurück   | Panini                                    | 2015      | William Shakespeares Star Wars |                                      |      |     |
| Ian Doescher                      | The Jedi Doth Return                                   | Quirk Books      | 2014     | Der Jedi-Ritter Rückkehr naht | Panini                                    | 2016      | William Shakespeares Star Wars |                                      |      |     |